# Opinionsundersökningar inför riksdagsvalet i Sverige 2014
Opinionsmätningar inför riksdagsvalet i Sverige 2014 den 14 september utfördes av Demoskop, Novus Opinion, SCB, Sentio, Sifo, Skop, Ipsos (tidigare Synovate), Yougov och United Minds. På valdagen gjorde SVT sin vallokalsundersökning.

## Opinionsmätningar

### Grafisk sammanfattning

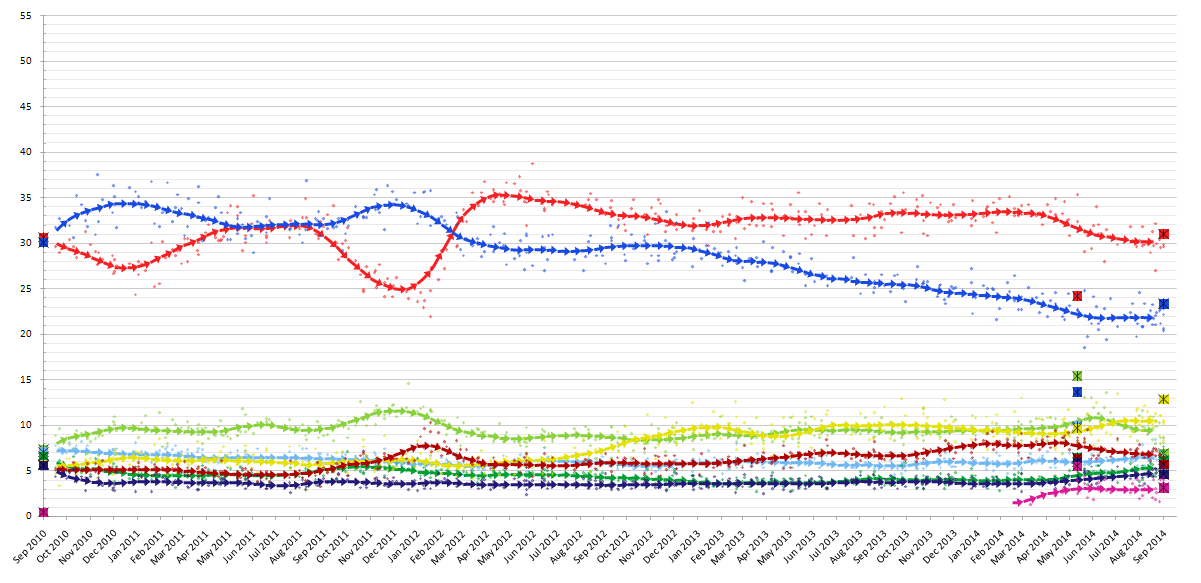
Not: Trendlinje där varje punkt är baserat på medelvärdet av opinionsundersökningar under en femtondagarsperiod, från september 2010 till idag. Varje färglinje motsvarar ett riksdagsparti enligt färgkodning som beskrivs ovan i denna artikel.

Det bör noteras att statistiska felmarginalen och statistiskt säkerställd ökning/minskning inte har lagts in i tabellerna nedan.
Om en opinionsundersökning släpptes i exempelvis september, behöver det dock inte betyda att opinionsundersökningen genomfördes under samma månad. Exempelvis genomfördes Skops väljarbarometer nummer 1 som släpptes i september 2014, mellan 21 augusti och 4 september.

### Demoskop
| Period                       | Regeringen | Regeringen | Regeringen | Regeringen | Oppositionen | Oppositionen | Oppositionen | Oppositionen | Övriga | Övriga |         | Alliansen (M, FP, C, KD) | Rödgröna partierna (S, MP, V) | Blockskillnad (procentenheter) | Blockskillnad med fyraprocentsspärren (procentenheter) | Ref. |
| Period                       | M          | FP         | C          | KD         | S            | MP           | V            | SD           | FI     | Totalt |         | Alliansen (M, FP, C, KD) | Rödgröna partierna (S, MP, V) | Blockskillnad (procentenheter) | Blockskillnad med fyraprocentsspärren (procentenheter) | Ref. |
| Period                       |            |            |            |            |              |              |              |              |        |        |         |                          |                               | Blockskillnad (procentenheter) | Blockskillnad med fyraprocentsspärren (procentenheter) | Ref. |
| Valet 2014 14 september 2014 | 23,33 %    | 5,42 %     | 6,11 %     | 4,57 %     | 31,01 %      | 6,89 %       | 5,72 %       | 12,86 %      | 3,12 % | 4,09 % | 39,43 % | 43,62 %                  | 4,19                          | 4,19                           |                                                        |      |
|                              |            |            |            |            |              |              |              |              |        |        |         |                          |                               |                                |                                                        |      |
| September 2014 (3)           | 20,9 %     | 5,9 %      | 6,8 %      | 4,9 %      | 29,2 %       | 9,7 %        | 7,2 %        | 10,2 %       | 3,9 %  | 5,3 %  | 38,5 %  | 46,1 %                   | 7,6                           | 7,6                            | [ 3 ]                                                  |      |
| September 2014 (2)           | 20,4 %     | 6,6 %      | 6,1 %      | 5,0 %      | 28,6 %       | 10,0 %       | 5,9 %        | 11,8 %       | 3,7 %  | 5,6 %  | 38,2 %  | 44,5 %                   | 6,3                           | 6,3                            | [ 4 ]                                                  |      |
| September 2014 (1)           | 22,2 %     | 5,1 %      | 4,6 %      | 5,0 %      | 30,7 %       | 10,6 %       | 7,2 %        | 10,8 %       | 2,5 %  | 4,7 %  | 36,9 %  | 48,4 %                   | 11,5                          | 11,5                           |                                                        |      |
| Augusti 2014                 | 23,4 %     | 5,6 %      | 4,7 %      | 3,6 %      | 29,9 %       | 9,8 %        | 6,5 %        | 12,2 %       | 3,0 %  | 4,3 %  | 37,3 %  | 46,2 %                   | 8,9                           | 12,5                           |                                                        |      |
| Juli 2014                    | 19,4 %     | 6,5 %      | 4,5 %      | 4,2 %      | 31,5 %       | 13,6 %       | 7,2 %        | 9,2 %        | 2,8 %  | 4,0 %  | 34,5 %  | 52,3 %                   | 17,8                          | 17,8                           |                                                        |      |
| Juni 2014                    | 18,5 %     | 5,7 %      | 5,3 %      | 4,8 %      | 29,1 %       | 13,0 %       | 8,1 %        | 10,0 %       | 4,4 %  | 5,1 %  | 34,3 %  | 50,3 %                   | 16,0                          | 16,0                           |                                                        |      |
| Maj 2014                     | 22,6 %     | 6,0 %      | 4,3 %      | 3,9 %      | 32,2 %       | 10,2 %       | 8,7 %        | 8,2 %        | 3,0 %  | 4,0 %  | 36,8 %  | 51,0 %                   | 14,2                          | 18,1                           |                                                        |      |
| April 2014                   | 24,0 %     | 5,9 %      | 3,7 %      | 3,7 %      | 33,0 %       | 10,7 %       | 8,2 %        | 8,5 %        | 0,8 %  | 2,3 %  | 37,3 %  | 51,9 %                   | 14,6                          | 22,0                           |                                                        |      |
| Mars 2014                    | 22,6 %     | 5,1 %      | 3,6 %      | 3,3 %      | 32,7 %       | 12,5 %       | 8,4 %        | 10,0 %       | -      | 1,8 %  | 34,6 %  | 53,7 %                   | 19,1                          | 26,0                           |                                                        |      |
| Februari 2014                | 24,9 %     | 5,0 %      | 4,3 %      | 4,0 %      | 34,5 %       | 9,6 %        | 7,3 %        | 8,8 %        | -      | 1,7 %  | 38,1 %  | 51,3 %                   | 13,2                          | 13,2                           |                                                        |      |
| Januari 2014                 | 22,3 %     | 5,8 %      | 4,5 %      | 3,6 %      | 34,7 %       | 11,1 %       | 6,5 %        | 9,8 %        | -      | 1,8 %  | 36,1 %  | 52,3 %                   | 16,2                          | 19,8                           |                                                        |      |
| December 2013                | 23,4 %     | 7,0 %      | 3,5 %      | 4,2 %      | 33,1 %       | 8,3 %        | 8,3 %        | 10,5 %       | -      | 1,6 %  | 38,1 %  | 49,7 %                   | 11,6                          | 15,1                           |                                                        |      |
| November 2013                | 25,6 %     | 5,3 %      | 3,0 %      | 3,9 %      | 31,1 %       | 11,8 %       | 6,4 %        | 11,9 %       | -      | 1,0 %  | 37,8 %  | 49,3 %                   | 11,5                          | 18,4                           |                                                        |      |
| Oktober 2013                 | 26,6 %     | 5,2 %      | 4,2 %      | 3,1 %      | 33,2 %       | 10,1 %       | 6,6 %        | 9,9 %        | -      | 1,2 %  | 39,0 %  | 49,9 %                   | 10,9                          | 14,0                           |                                                        |      |
| September 2013               | 25,1 %     | 6,6 %      | 4,5 %      | 3,7 %      | 31,7 %       | 10,1 %       | 7,1 %        | 10,1 %       | -      | 1,1 %  | 39,9 %  | 48,9 %                   | 9,0                           | 12,7                           |                                                        |      |
| Juli 2013                    | 25,3 %     | 5,6 %      | 3,2 %      | 3,0 %      | 33,7 %       | 8,9 %        | 7,8 %        | 11,6 %       | -      | 0,9 %  | 37,1 %  | 50,4 %                   | 13,3                          | 19,5                           |                                                        |      |
| Juni 2013                    | 26,6 %     | 5,7 %      | 3,4 %      | 3,1 %      | 33,5 %       | 10,9 %       | 6,4 %        | 9,6 %        | -      | 0,8 %  | 38,8 %  | 50,8 %                   | 12,0                          | 18,5                           |                                                        |      |
| Maj 2013                     | 29,1 %     | 5,5 %      | 3,3 %      | 2,9 %      | 32,9 %       | 9,2 %        | 5,3 %        | 9,9 %        | -      | 1,8 %  | 40,8 %  | 47,4 %                   | 6,6                           | 12,8                           |                                                        |      |
| April 2013                   | 27,4 %     | 6,9 %      | 4,0 %      | 3,6 %      | 32,7 %       | 9,3 %        | 5,9 %        | 9,2 %        | -      | 1,0 %  | 41,8 %  | 48,0 %                   | 6,2                           | 9,8                            |                                                        |      |
| Mars 2013                    | 27,8 %     | 5,4 %      | 3,0 %      | 3,4 %      | 32,3 %       | 9,6 %        | 6,2 %        | 11,0 %       | -      | 1,3 %  | 39,6 %  | 48,1 %                   | 8,5                           | 14,9                           |                                                        |      |
| Februari 2013                | 29,4 %     | 6,5 %      | 3,4 %      | 4,4 %      | 31,9 %       | 8,5 %        | 5,8 %        | 9,6 %        | -      | 0,7 %  | 43,6 %  | 46,2 %                   | 2,6                           | 6,0                            |                                                        |      |
| Januari 2013                 | 30,5 %     | 6,4 %      | 4,5 %      | 2,9 %      | 32,7 %       | 7,3 %        | 5,9 %        | 9,2 %        | -      | 0,7 %  | 44,3 %  | 45,8 %                   | 1,5                           | 4,4                            |                                                        |      |
| December 2012                | 33,5 %     | 5,9 %      | 2,9 %      | 2,8 %      | 32,0 %       | 8,3 %        | 5,1 %        | 8,6 %        | -      | 0,9 %  | 45,1 %  | 45,4 %                   | 0,3                           | 6,0                            |                                                        |      |
| November 2012                | 30,3 %     | 5,8 %      | 4,5 %      | 3,7 %      | 33,1 %       | 8,0 %        | 4,7 %        | 9,0 %        | -      | 1,0 %  | 44,3 %  | 45,7 %                   | 1,4                           | 5,1                            |                                                        |      |
| Oktober 2012                 | 31,9 %     | 7,2 %      | 3,9 %      | 2,9 %      | 32,6 %       | 7,7 %        | 5,9 %        | 7,1 %        | -      | 0,8 %  | 45,9 %  | 46,2 %                   | 0,3                           | 7,1                            |                                                        |      |
| September 2012               | 28,7 %     | 6,3 %      | 5,1 %      | 3,0 %      | 34,8 %       | 8,9 %        | 5,8 %        | 6,3 %        | -      | 1,0 %  | 43,1 %  | 49,6 %                   | 6,5                           | 9,5                            |                                                        |      |
| Juli 2012                    | 30,8 %     | 6,6 %      | 3,5 %      | 3,7 %      | 35,4 %       | 9,1 %        | 4,4 %        | 6,0 %        | -      | 0,7 %  | 44,6 %  | 48,8 %                   | 4,2                           | 11,4                           |                                                        |      |
| Juni 2012                    | 30,8 %     | 4,9 %      | 4,4 %      | 2,4 %      | 35,7 %       | 7,7 %        | 6,9 %        | 6,6 %        | -      | 0,7 %  | 42,6 %  | 50,2 %                   | 7,6                           | 10                             |                                                        |      |
| Maj 2012                     | 30,1 %     | 4,7 %      | 4,8 %      | 3,4 %      | 35,5 %       | 10,2 %       | 5,7 %        | 4,6 %        | -      | 1,1 %  | 43,0 %  | 51,4 %                   | 8,4                           | 11,8                           |                                                        |      |
| April 2012                   | 29,9 %     | 5,2 %      | 4,2 %      | 3,1 %      | 34,1 %       | 9,5 %        | 6,5 %        | 6,6 %        | -      | 0,8 %  | 42,4 %  | 50,2 %                   | 7,8                           | 10,9                           |                                                        |      |
| Mars 2012                    | 32,9 %     | 5,5 %      | 4,9 %      | 3,6 %      | 29,7 %       | 10,9 %       | 6,3 %        | 5,2 %        | -      | 1,0 %  | 46,9 %  | 46,9 %                   | 0,0                           | 3,6                            |                                                        |      |
| Februari 2012                | 32,0 %     | 6,7 %      | 4,3 %      | 3,8 %      | 24,8 %       | 11,6 %       | 9,3 %        | 6,3 %        | -      | 1,2 %  | 46,8 %  | 45,7 %                   | 1,1                           | 2,7                            |                                                        |      |
| Januari 2012                 | 34,1 %     | 5,8 %      | 5,3 %      | 2,9 %      | 23,9 %       | 14,6 %       | 5,9 %        | 6,0 %        | -      | 1,6 %  | 48,1 %  | 44,3 %                   | 3,8                           | 0,9                            |                                                        |      |
| December 2011                | 36,3 %     | 5,9 %      | 6,1 %      | 3,3 %      | 26,1 %       | 11,5 %       | 4,2 %        | 5,1 %        | -      | 1,5 %  | 51,6 %  | 41,8 %                   | 9,8                           | 6,5                            |                                                        |      |
| November 2011                | 33,4 %     | 5,1 %      | 4,9 %      | 3,2 %      | 26,6 %       | 12,6 %       | 6,7 %        | 6,0 %        | -      | 1,5 %  | 46,6 %  | 45,9 %                   | 0,7                           | 2,5                            |                                                        |      |
| Oktober 2011                 | 32,7 %     | 6,2 %      | 5,8 %      | 4,7 %      | 28,2 %       | 10,5 %       | 4,6 %        | 5,9 %        | -      | 1,3 %  | 49,4 %  | 43,3 %                   | 6,1                           | 6,1                            |                                                        |      |
| September 2011               | 32,5 %     | 5,1 %      | 5,9 %      | 3,4 %      | 31,0 %       | 10,4 %       | 5,9 %        | 4,8 %        | -      | 1,0 %  | 46,9 %  | 47,3 %                   | 0,4                           | 3,8                            |                                                        |      |
| Augusti 2011                 | 31,6 %     | 5,8 %      | 5,4 %      | 2,6 %      | 32,5 %       | 9,7 %        | 6,1 %        | 5,2 %        | -      | 1,0 %  | 45,4 %  | 48,4 %                   | 3,0                           | 5,6                            |                                                        |      |
| Juli 2011                    | 34,9 %     | 6,0 %      | 3,7 %      | 3,3 %      | 32,5 %       | 10,6 %       | 3,8 %        | 4,6 %        | -      | 0,5 %  | 47,9 %  | 46,9 %                   | 1,0                           | 2,2                            |                                                        |      |
| Juni 2011                    | 32,1 %     | 6,5 %      | 5,0 %      | 3,5 %      | 29,2 %       | 11,8 %       | 5,2 %        | 6,3 %        | -      | 0,4 %  | 47,1 %  | 46,3 %                   | 0,8                           | 2,7                            |                                                        |      |
| Maj 2011                     | 32,2 %     | 6,2 %      | 4,2 %      | 3,5 %      | 30,3 %       | 10,5 %       | 4,9 %        | 7,1 %        | -      | 1,2 %  | 46,1 %  | 45,7 %                   | 0,4                           | 3,1                            |                                                        |      |
| April 2011                   | 36,2 %     | 6,3 %      | 4,2 %      | 3,6 %      | 28,8 %       | 10,1 %       | 4,4 %        | 4,9 %        | -      | 1,5 %  | 50,3 %  | 43,2 %                   | 7,1                           | 3,5                            |                                                        |      |
| Mars 2011                    | 32,4 %     | 7,3 %      | 4,6 %      | 3,5 %      | 29,3 %       | 10,6 %       | 5,2 %        | 5,7 %        | -      | 1,3 %  | 47,8 %  | 45,2 %                   | 2,6                           | 0,9                            |                                                        |      |
| Februari 2011                | 36,8 %     | 5,9 %      | 4,0 %      | 2,7 %      | 30,1 %       | 9,3 %        | 4,5 %        | 5,1 %        | -      | 1,5 %  | 49,4 %  | 43,9 %                   | 5,5                           | 2,8                            |                                                        |      |
| Januari 2011                 | 36,1 %     | 6,6 %      | 4,1 %      | 3,7 %      | 27,8 %       | 9,6 %        | 5,2 %        | 5,7 %        | -      | 1,1 %  | 50,5 %  | 42,6 %                   | 7,9                           | 4,2                            |                                                        |      |
| December 2010                | 34,8 %     | 6,1 %      | 5,0 %      | 3,4 %      | 28,2 %       | 8,9 %        | 6,1 %        | 5,6 %        | -      | 1,8 %  | 49,3 %  | 43,3 %                   | 6,0                           | 2,6                            |                                                        |      |
| November 2010                | 34,3 %     | 8,2 %      | 4,8 %      | 4,4 %      | 28,9 %       | 9,1 %        | 5,0 %        | 4,9 %        | -      | 0,5 %  | 51,5 %  | 43,0 %                   | 8,5                           | 8,5                            |                                                        |      |
| Oktober 2010                 | 32,7 %     | 7,4 %      | 6,1 %      | 5,0 %      | 29,0 %       | 9,6 %        | 5,4 %        | 3,4 %        | -      | 1,4 %  | 51,2 %  | 44,0 %                   | 7,2                           | 7,2                            |                                                        |      |
|                              |            |            |            |            |              |              |              |              |        |        |         |                          |                               |                                |                                                        |      |
| Valet 2010 19 september 2010 | 30,06 %    | 7,06 %     | 6,56 %     | 5,60 %     | 30,66 %      | 7,34 %       | 5,60 %       | 5,70 %       | 0,40 % | 1,43 % | 49,28 % | 43,60 %                  | 5,68                          | 5,68                           | [ 5 ]                                                  |      |

Källa: Demoskop 

### Ipsos(Synovateföre 2012)
| Period                       | Regeringen | Regeringen | Regeringen | Regeringen | Oppositionen | Oppositionen | Oppositionen | Oppositionen | Övriga | Övriga |         | Alliansen (M, FP, C, KD) | Rödgröna partierna (S, MP, V) | Blockskillnad (procentenheter) | Blockskillnad med fyraprocentsspärren (procentenheter) | Ref. |
| Period                       | M          | FP         | C          | KD         | S            | MP           | V            | SD           | FI     | Totalt |         | Alliansen (M, FP, C, KD) | Rödgröna partierna (S, MP, V) | Blockskillnad (procentenheter) | Blockskillnad med fyraprocentsspärren (procentenheter) | Ref. |
| Period                       |            |            |            |            |              |              |              |              |        |        |         |                          |                               | Blockskillnad (procentenheter) | Blockskillnad med fyraprocentsspärren (procentenheter) | Ref. |
| Valet 2014 14 september 2014 | 23,33 %    | 5,42 %     | 6,11 %     | 4,57 %     | 31,01 %      | 6,89 %       | 5,72 %       | 12,86 %      | 3,12 % | 4,09 % | 39,43 % | 43,62 %                  | 4,19                          | 4,19                           |                                                        |      |
|                              |            |            |            |            |              |              |              |              |        |        |         |                          |                               |                                |                                                        |      |
| September 2014 (2)           | 21,7 %     | 6,4 %      | 5,7 %      | 5,7 %      | 28,6 %       | 10,3 %       | 7,4 %        | 9,4 %        | 3,6 %  | 4,6 %  | 39,6 %  | 46,4 %                   | 6,8                           | 6,8                            | [ 7 ]                                                  |      |
| September 2014 (1)           | 21,7 %     | 6,3 %      | 4,4 %      | 4,5 %      | 29,7 %       | 11,0 %       | 7,4 %        | 9,7 %        | 4,0 %  | 5,3 %  | 36,9 %  | 48,1 %                   | 11,2                          | 11,2                           | [ 8 ]                                                  |      |
| Augusti 2014 (2)             | 22,1 %     | 6,4 %      | 5,1 %      | 4,0 %      | 32,1 %       | 10,1 %       | 6,6 %        | 9,6 %        | 3,0 %  | 4,0 %  | 37,7 %  | 48,7 %                   | 11,0                          | 11,0                           | [ 9 ]                                                  |      |
| Augusti 2014                 | 20,8 %     | 6,5 %      | 4,0 %      | 4,3 %      | 31,8 %       | 11,6 %       | 7,0 %        | 9,4 %        | 3,4 %  | 4,8 %  | 35,6 %  | 50,4 %                   | 14,8                          | 14,8                           | [ 10 ]                                                 |      |
| Juni 2014                    | 20,5 %     | 6,3 %      | 5,6 %      | 3,3 %      | 31,1 %       | 11,3 %       | 7,4 %        | 9,6 %        | 3,7 %  | 5,0 %  | 35,6 %  | 49,8 %                   | 14,2                          | 17,5                           | [ 11 ]                                                 |      |
| Maj 2014                     | 22,6 %     | 5,8 %      | 4,3 %      | 4,5 %      | 31,3 %       | 10,2 %       | 8,7 %        | 7,8 %        | 3,9 %  | 4,8 %  | 37,2 %  | 50,2 %                   | 13,0                          | 13,0                           |                                                        |      |
| April 2014                   | 24,6 %     | 5,4 %      | 3,6 %      | 3,0 %      | 33,1 %       | 9,9 %        | 9,4 %        | 7,6 %        | 2,3 %  | 3,4 %  | 36,6 %  | 52,4 %                   | 15,8                          | 22,4                           |                                                        |      |
| Mars 2014                    | 23,6 %     | 6,9 %      | 4,1 %      | 3,7 %      | 33,5 %       | 10,4 %       | 7,6 %        | 7,8 %        | 1,3 %  | 2,5 %  | 38,2 %  | 51,5 %                   | 13,3                          | 17,0                           |                                                        |      |
| Februari 2014                | 24,7 %     | 6,0 %      | 3,5 %      | 3,5 %      | 35,1 %       | 9,0 %        | 7,9 %        | 7,9 %        | 1,2 %  | 2,3 %  | 37,8 %  | 52,0 %                   | 14,2                          | 21,2                           |                                                        |      |
| Januari 2014                 | 25,0 %     | 6,4 %      | 3,1 %      | 3,4 %      | 34,0 %       | 9,9 %        | 9,1 %        | 7,3 %        | 0,8 %  | 1,7 %  | 37,9 %  | 53,1 %                   | 15,2                          | 21,7                           |                                                        |      |
| December 2013                | 25,1 %     | 5,5 %      | 4,8 %      | 3,8 %      | 32,8 %       | 10,6 %       | 7,0 %        | 8,2 %        | 0,9 %  | 2,1 %  | 39,2 %  | 50,5 %                   | 11,3                          | 15,1                           |                                                        |      |
| November 2013                | 25,3 %     | 6,2 %      | 4,2 %      | 3,7 %      | 33,4 %       | 10,1 %       | 7,1 %        | 8,5 %        | 0,3 %  | 1,4 %  | 39,4 %  | 50,7 %                   | 11,3                          | 15,0                           |                                                        |      |
| Oktober 2013                 | 27,4 %     | 5,3 %      | 4,0 %      | 3,2 %      | 34,0 %       | 9,6 %        | 6,3 %        | 8,5 %        | -      | 1,8 %  | 39,9 %  | 49,9 %                   | 10,0                          | 13,2                           |                                                        |      |
| September 2013               | 24,7 %     | 6,1 %      | 3,5 %      | 4,5 %      | 34,4 %       | 10,3 %       | 7,0 %        | 8,5 %        | -      | 1,1 %  | 38,7 %  | 51,7 %                   | 13,0                          | 16,5                           |                                                        |      |
| Augusti 2013                 | 25,6 %     | 5,8 %      | 4,1 %      | 3,5 %      | 34,4 %       | 9,7 %        | 6,9 %        | 8,4 %        | -      | 1,1 %  | 39,0 %  | 51,0 %                   | 12,0                          | 15,5                           |                                                        |      |
| Juni 2013                    | 26,5 %     | 6,4 %      | 4,1 %      | 4,3 %      | 33,1 %       | 10,5 %       | 6,6 %        | 7,3 %        | -      | 1,1 %  | 41,4 %  | 50,2 %                   | 8,8                           | 8,8                            |                                                        |      |
| Maj 2013                     | 28,9 %     | 5,8 %      | 3,2 %      | 4,2 %      | 32,1 %       | 10,3 %       | 7,0 %        | 7,0 %        | -      | 1,5 %  | 42,1 %  | 49,4 %                   | 7,3                           | 10,5                           |                                                        |      |
| April 2013                   | 29,5 %     | 6,6 %      | 4,8 %      | 3,0 %      | 33,7 %       | 8,2 %        | 6,0 %        | 6,7 %        | -      | 1,4 %  | 43,9 %  | 47,9 %                   | 4,0                           | 7,0                            |                                                        |      |
| Mars 2013                    | 28,0 %     | 5,6 %      | 3,8 %      | 4,0 %      | 34,6 %       | 9,2 %        | 5,5 %        | 8,0 %        | -      | 1,1 %  | 41,4 %  | 49,3 %                   | 7,9                           | 11,7                           |                                                        |      |
| Februari 2013                | 28,1 %     | 5,2 %      | 3,8 %      | 4,2 %      | 33,1 %       | 9,1 %        | 5,5 %        | 10,2 %       | -      | 0,8 %  | 41,3 %  | 47,7 %                   | 6,4                           | 10,2                           |                                                        |      |
| Januari 2013                 | 32,3 %     | 7,2 %      | 3,3 %      | 3,2 %      | 29,8 %       | 8,6 %        | 5,9 %        | 9,0 %        | -      | 0,7 %  | 46,0 %  | 44,4 %                   | 1,6                           | 4,9                            |                                                        |      |
| December 2012                | 32,3 %     | 5,7 %      | 3,4 %      | 3,5 %      | 33,1 %       | 8,0 %        | 5,3 %        | 8,2 %        | -      | 0,5 %  | 44,9 %  | 46,4 %                   | 1,5                           | 8,4                            |                                                        |      |
| November 2012                | 29,7 %     | 5,3 %      | 4,4 %      | 3,2 %      | 34,4 %       | 8,3 %        | 4,5 %        | 8,8 %        | -      | 1,4 %  | 42,6 %  | 47,1 %                   | 4,6                           | 7,8                            |                                                        |      |
| Oktober 2012                 | 29,4 %     | 5,3 %      | 4,2 %      | 3,8 %      | 34,8 %       | 7,2 %        | 6,3 %        | 8,5 %        | -      | 0,5 %  | 42,7 %  | 48,3 %                   | 5,6                           | 9,4                            |                                                        |      |
| September 2012               | 30,6 %     | 6,3 %      | 3,7 %      | 3,2 %      | 34,7 %       | 9,9 %        | 4,9 %        | 5,8 %        | -      | 1,0 %  | 43,6 %  | 49,5 %                   | 5,9                           | 12,8                           |                                                        |      |
| Augusti 2012                 | 30,9 %     | 5,5 %      | 4,9 %      | 4,0 %      | 35,5 %       | 7,8 %        | 6,1 %        | 4,9 %        | -      | 0,5 %  | 45,2 %  | 49,3 %                   | 4,1                           | 4,1                            |                                                        |      |
| Juni 2012                    | 30,7 %     | 5,2 %      | 5,7 %      | 4,2 %      | 34,4 %       | 9,5 %        | 5,2 %        | 4,7 %        | -      | 0,4 %  | 45,7 %  | 49,2 %                   | 3,5                           | 3,5                            |                                                        |      |
| Maj 2012                     | 30,3 %     | 6,8 %      | 4,7 %      | 3,6 %      | 35,8 %       | 7,8 %        | 4,8 %        | 5,9 %        | -      | 0,4 %  | 45,4 %  | 48,3 %                   | 2,9                           | 6,5                            |                                                        |      |
| April 2012                   | 31,8 %     | 5,3 %      | 4,9 %      | 3,2 %      | 34,6 %       | 8,9 %        | 5,4 %        | 5,2 %        | -      | 0,8 %  | 45,1 %  | 48,9 %                   | 3,8                           | 7,0                            |                                                        |      |
| Mars 2012                    | 29,7 %     | 6,1 %      | 5,0 %      | 3,4 %      | 25,6 %       | 9,3 %        | 5,7 %        | 4,2 %        | -      | 1,1 %  | 44,1 %  | 50,6 %                   | 6,5                           | 9,9                            |                                                        |      |
| Februari 2012                | 32,1 %     | 6,2 %      | 5,0 %      | 3,9 %      | 29,3 %       | 9,0 %        | 7,7 %        | 5,5 %        | -      | 1,3 %  | 47,2 %  | 46,1 %                   | 1,1                           | 2,8                            |                                                        |      |
| Januari 2012                 | 35,7 %     | 5,8 %      | 4,6 %      | 3,1 %      | 23,7 %       | 10,7 %       | 9,6 %        | 5,8 %        | -      | 1,0 %  | 49,1 %  | 44,1 %                   | 5,0                           | 1,9                            |                                                        |      |
| December 2011                | 35,7 %     | 6,5 %      | 5,4 %      | 3,8 %      | 24,2 %       | 12,2 %       | 6,3 %        | 5,5 %        | -      | 0,6 %  | 51,3 %  | 42,7 %                   | 8,6                           | 4,8                            |                                                        |      |
| Oktober 2011                 | 34,0 %     | 6,7 %      | 5,3 %      | 4,0 %      | 28,1 %       | 10,0 %       | 5,8 %        | 5,1 %        | -      | 0,7 %  | 50,0 %  | 43,9 %                   | 6,1                           | 6,1                            |                                                        |      |
| September 2011               | 31,7 %     | 5,5 %      | 5,4 %      | 3,8 %      | 34,1 %       | 8,3 %        | 4,9 %        | 5,1 %        | -      | 0,5 %  | 46,4 %  | 47,3 %                   | 0,9                           | 4,7                            |                                                        |      |
| Augusti 2011                 | 36,9 %     | 7,5 %      | 3,8 %      | 3,3 %      | 32,8 %       | 8,4 %        | 3,7 %        | 2,9 %        | -      | 0,6 %  | 51,5 %  | 45,0 %                   | 6,5                           | 3,1                            |                                                        |      |
| Juni 2011                    | 32,4 %     | 7,5 %      | 3,7 %      | 4,5 %      | 32,0 %       | 10,3 %       | 3,8 %        | 4,8 %        | -      | 1,0 %  | 48,1 %  | 46,1 %                   | 2,0                           | 2,1                            |                                                        |      |
| Maj 2011                     | 32,7 %     | 7,2 %      | 4,7 %      | 3,8 %      | 33,0 %       | 8,9 %        | 4,1 %        | 4,2 %        | -      | 1,5 %  | 48,4 %  | 45,9 %                   | 2,5                           | 1,3                            |                                                        |      |
| April 2011                   | 33,9 %     | 6,0 %      | 5,0 %      | 3,6 %      | 30,6 %       | 8,9 %        | 4,8 %        | 6,2 %        | -      | 1,0 %  | 48,5 %  | 44,3 %                   | 4,2                           | 0,6                            |                                                        |      |
| Mars 2011                    | 34,9 %     | 6,2 %      | 5,0 %      | 3,2 %      | 29,9 %       | 9,7 %        | 4,5 %        | 5,7 %        | -      | 0,9 %  | 49,3 %  | 44,1 %                   | 5,2                           | 3,0                            |                                                        |      |
| Februari 2011                | 36,7 %     | 7,7 %      | 3,6 %      | 3,9 %      | 29,0 %       | 8,0 %        | 5,3 %        | 4,6 %        | -      | 1,2 %  | 51,9 %  | 42,3 %                   | 9,6                           | 2,1                            |                                                        |      |
| Januari 2011                 | 34,6 %     | 6,5 %      | 4,7 %      | 3,6 %      | 27,0 %       | 11,1 %       | 5,2 %        | 6,3 %        | -      | 1,0 %  | 49,4 %  | 43,3 %                   | 6,1                           | 2,5                            |                                                        |      |
| December 2010                | 36,3 %     | 7,3 %      | 5,8 %      | 3,2 %      | 26,7 %       | 10,4 %       | 5,1 %        | 4,6 %        | -      | 0,6 %  | 52,6 %  | 42,2 %                   | 10,4                          | 7,2                            |                                                        |      |
| November 2010                | 37,5 %     | 6,2 %      | 5,2 %      | 3,8 %      | 27,7 %       | 9,1 %        | 5,3 %        | 4,3 %        | -      | 0,9 %  | 52,7 %  | 42,1 %                   | 10,6                          | 6,8                            |                                                        |      |
| Oktober 2010                 | 35,2 %     | 7,8 %      | 5,3 %      | 3,8 %      | 28,4 %       | 9,4 %        | 4,2 %        | 4,6 %        | -      | 1,3 %  | 52,1 %  | 42,0 %                   | 10,1                          | 6,3                            |                                                        |      |
| 24 september 2010            | 31,7 %     | 7,8 %      | 5,4 %      | 4,4 %      | 29,6 %       | 8,9 %        | 5,1 %        | 4,7 %        | -      | 2,4 %  | 49,3 %  | 43,6 %                   | 5,7                           | 5,7                            |                                                        |      |
|                              |            |            |            |            |              |              |              |              |        |        |         |                          |                               |                                |                                                        |      |
| Valet 2010 19 september 2010 | 30,06 %    | 7,06 %     | 6,56 %     | 5,60 %     | 30,66 %      | 7,34 %       | 5,60 %       | 5,70 %       | 0,40 % | 1,43 % | 49,28 % | 43,60 %                  | 5,68                          | 5,68                           | [ 5 ]                                                  |      |

Källa: Ipsos 

### Sifo
| Period                       | Regeringen | Regeringen | Regeringen | Regeringen | Oppositionen | Oppositionen | Oppositionen | Oppositionen | Övriga | Övriga |         | Alliansen (M, FP, C, KD) | Rödgröna partierna (S, MP, V) | Blockskillnad (procentenheter) | Blockskillnad med fyraprocentsspärren (procentenheter) | Ref. |
| Period                       | M          | FP         | C          | KD         | S            | MP           | V            | SD           | FI     | Totalt |         | Alliansen (M, FP, C, KD) | Rödgröna partierna (S, MP, V) | Blockskillnad (procentenheter) | Blockskillnad med fyraprocentsspärren (procentenheter) | Ref. |
| Period                       |            |            |            |            |              |              |              |              |        |        |         |                          |                               | Blockskillnad (procentenheter) | Blockskillnad med fyraprocentsspärren (procentenheter) | Ref. |
| Valet 2014 14 september 2014 | 23,33 %    | 5,42 %     | 6,11 %     | 4,57 %     | 31,01 %      | 6,89 %       | 5,72 %       | 12,86 %      | 3,12 % | 4,09 % | 39,43 % | 43,62 %                  | 4,19                          | 4,19                           |                                                        |      |
|                              |            |            |            |            |              |              |              |              |        |        |         |                          |                               |                                |                                                        |      |
| September 2014 (4)           | 21,2 %     | 6,3 %      | 6,4 %      | 6,4 %      | 30,5 %       | 7,6 %        | 6,9 %        | 10,4 %       | 2,6 %  | 4,1 %  | 40,3 %  | 45,0 %                   | 4,7                           | 4,7                            | [ 13 ]                                                 |      |
| September 2014 (3)           | 21,2 %     | 6,8 %      | 6,5 %      | 5,5 %      | 31,1 %       | 8,3 %        | 6,3 %        | 10,3 %       | 3,0 %  | 4,2 %  | 40,0 %  | 45,7 %                   | 5,7                           | 5,7                            | [ 14 ]                                                 |      |
| September 2014 (2)           | 22,6 %     | 7,2 %      | 7,0 %      | 4,5 %      | 30,4 %       | 10,3 %       | 6,8 %        | 8,9 %        | 1,6 %  | 2,4 %  | 41,3 %  | 47,5 %                   | 6,2                           | 6,2                            | [ 15 ]                                                 |      |
| September 2014               | 22,1 %     | 8,4 %      | 4,7 %      | 5,3 %      | 27,0 %       | 10,5 %       | 7,5 %        | 10,4 %       | 1,8 %  | 4,0 %  | 40,5 %  | 45,0 %                   | 4,5                           | 4,5                            | [ 16 ]                                                 |      |
| Augusti 2014 (4)             | 22,6 %     | 5,8 %      | 5,9 %      | 4,5 %      | 29,0 %       | 11,0 %       | 6,1 %        | 11,0 %       | 2,9 %  | 4,1 %  | 38,8 %  | 46,1 %                   | 7,3                           | 7,3                            | [ 17 ]                                                 |      |
| Augusti 2014 (3)             | 22,2 %     | 6,0 %      | 5,5 %      | 4,3 %      | 30,9 %       | 10,3 %       | 7,5 %        | 10,1 %       | 2,3 %  | 3,2 %  | 38,0 %  | 48,7 %                   | 10,7                          | 10,7                           | [ 18 ]                                                 |      |
| Augusti 2014 (2)             | 24,6 %     | 6,7 %      | 3,8 %      | 3,4 %      | 30,3 %       | 11,1 %       | 7,9 %        | 10,1 %       | 2,0 %  | 2,3 %  | 38,5 %  | 49,3 %                   | 10,8                          | 18                             | [ 19 ]                                                 |      |
| Augusti 2014                 | 23,9 %     | 6,1 %      | 4,6 %      | 4,3 %      | 30,7 %       | 11,4 %       | 6,6 %        | 9,0 %        | 2,6 %  | 3,4 %  | 38,9 %  | 48,7 %                   | 9,8                           | 9,8                            | [ 20 ]                                                 |      |
| Juni 2014                    | 21,2 %     | 6,8 %      | 5,5 %      | 3,5 %      | 29,4 %       | 13,0 %       | 6,4 %        | 9,0 %        | 3,4 %  | 5,3 %  | 37,0 %  | 48,8 %                   | 11,8                          | 15,3                           | [ 21 ]                                                 |      |
| Maj 2014                     | 23,2 %     | 7,0 %      | 5,0 %      | 3,5 %      | 30,9 %       | 10,3 %       | 7,3 %        | 8,8 %        | 2,9 %  | 4,1 %  | 38,7 %  | 48,5 %                   | 9,8                           | 13,3                           |                                                        |      |
| April 2014                   | 24,5 %     | 6,7 %      | 3,8 %      | 3,6 %      | 32,1 %       | 10,6 %       | 8,4 %        | 8,3 %        | 1,3 %  | 2,2 %  | 38,6 %  | 51,1 %                   | 12,5                          | 19,9                           |                                                        |      |
| Mars 2014                    | 24,2 %     | 5,4 %      | 4,7 %      | 4,7 %      | 34,1 %       | 10,1 %       | 6,3 %        | 8,0 %        | 1,3 %  | 2,5 %  | 39,0 %  | 50,5 %                   | 11,5                          | 11,5                           |                                                        |      |
| Februari 2014                | 22,8 %     | 6,7 %      | 2,8 %      | 3,7 %      | 34,9 %       | 9,7 %        | 8,2 %        | 9,5 %        | -      | 1,3 %  | 36,0 %  | 52,8 %                   | 16,8                          | 23,3                           |                                                        |      |
| Januari 2014                 | 25,4 %     | 6,5 %      | 3,7 %      | 3,3 %      | 32,9 %       | 9,4 %        | 8,3 %        | 9,2 %        | -      | 1,3 %  | 38,9 %  | 51,1 %                   | 12,2                          | 18,9                           | [ 22 ]                                                 |      |
| December 2013                | 25,2 %     | 5,5 %      | 4,4 %      | 3,6 %      | 32,5 %       | 11,0 %       | 7,8 %        | 9,3 %        | -      | 0,8 %  | 38,7 %  | 51,3 %                   | 12,6                          | 16,2                           | [ 23 ]                                                 |      |
| November 2013                | 25,0 %     | 5,9 %      | 4,1 %      | 3,9 %      | 34,5 %       | 9,1 %        | 7,3 %        | 9,0 %        | -      | 1,2 %  | 38,9 %  | 50,9 %                   | 12,0                          | 15,9                           | [ 24 ]                                                 |      |
| Oktober 2013                 | 25,0 %     | 6,0 %      | 3,8 %      | 4,0 %      | 35,6 %       | 7,9 %        | 6,4 %        | 9,7 %        | -      | 1,6 %  | 38,8 %  | 49,9 %                   | 11,1                          | 14,9                           | [ 25 ]                                                 |      |
| September 2013               | 25,7 %     | 6,3 %      | 3,6 %      | 3,6 %      | 33,5 %       | 10,0 %       | 6,4 %        | 9,4 %        | -      | 1,5 %  | 39,2 %  | 49,9 %                   | 10,7                          | 17,9                           | [ 26 ]                                                 |      |
| Augusti 2013                 | 26,6 %     | 5,9 %      | 4,0 %      | 3,8 %      | 30,5 %       | 10,9 %       | 6,5 %        | 9,9 %        | -      | 1,9 %  | 40,3 %  | 47,9 %                   | 7,6                           | 11,4                           | [ 27 ]                                                 |      |
| Juni 2013                    | 28,3 %     | 6,0 %      | 4,0 %      | 4,1 %      | 31,0 %       | 11,0 %       | 6,5 %        | 7,6 %        | -      | 1,6 %  | 42,4 %  | 48,5 %                   | 6,1                           | 6,1                            | [ 28 ]                                                 |      |
| Maj 2013                     | 28,4 %     | 6,4 %      | 4,1 %      | 2,7 %      | 32,8 %       | 10,9 %       | 7,0 %        | 6,6 %        | -      | 1,1 %  | 41,6 %  | 50,7 %                   | 9,1                           | 11,8                           | [ 29 ]                                                 |      |
| April 2013                   | 27,9 %     | 5,4 %      | 3,5 %      | 3,6 %      | 34,4 %       | 8,9 %        | 7,0 %        | 8,0 %        | -      | 1,3 %  | 40,4 %  | 50,3 %                   | 9,9                           | 17,0                           | [ 30 ]                                                 |      |
| Mars 2013                    | 27,3 %     | 5,6 %      | 3,8 %      | 3,3 %      | 35,0 %       | 9,3 %        | 5,4 %        | 9,0 %        | -      | 1,4 %  | 40,0 %  | 49,7 %                   | 9,7                           | 16,8                           | [ 31 ]                                                 |      |
| Februari 2013                | 29,0 %     | 6,2 %      | 3,6 %      | 3,6 %      | 31,3 %       | 11,0 %       | 5,7 %        | 8,5 %        | -      | 1,2 %  | 42,4 %  | 48,0 %                   | 5,6                           | 12,8                           | [ 32 ]                                                 |      |
| Januari 2013                 | 29,3 %     | 6,2 %      | 3,2 %      | 4,5 %      | 33,6 %       | 9,0 %        | 4,6 %        | 9,1 %        | -      | 0,4 %  | 43,2 %  | 47,2 %                   | 4,0                           | 7,2                            | [ 33 ]                                                 |      |
| December 2012                | 28,2 %     | 5,4 %      | 4,5 %      | 3,6 %      | 32,1 %       | 9,7 %        | 5,9 %        | 10,0 %       | -      | 0,7 %  | 41,7 %  | 47,7 %                   | 6,0                           | 9,6                            | [ 34 ]                                                 |      |
| November 2012                | 28,7 %     | 5,3 %      | 4,2 %      | 3,5 %      | 33,9 %       | 10,1 %       | 4,7 %        | 8,5 %        | -      | 1,2 %  | 41,7 %  | 48,7 %                   | 7,0                           | 10,5                           | [ 35 ]                                                 |      |
| Oktober 2012                 | 28,8 %     | 5,6 %      | 4,4 %      | 3,4 %      | 32,1 %       | 10,0 %       | 6,5 %        | 7,7 %        | -      | 1,4 %  | 42,2 %  | 48,6 %                   | 6,4                           | 9,8                            | [ 36 ]                                                 |      |
| September 2012               | 28,7 %     | 6,6 %      | 4,8 %      | 3,8 %      | 33,3 %       | 8,9 %        | 5,9 %        | 7,2 %        | -      | 0,8 %  | 43,9 %  | 48,1 %                   | 4,2                           | 8,0                            | [ 37 ]                                                 |      |
| Augusti 2012                 | 28,5 %     | 6,2 %      | 4,6 %      | 3,4 %      | 34,3 %       | 9,9 %        | 6,2 %        | 6,2 %        | -      | 0,7 %  | 42,7 %  | 50,4 %                   | 7,7                           | 11,1                           | [ 38 ]                                                 |      |
| Juni 2012                    | 27,6 %     | 5,6 %      | 4,8 %      | 3,9 %      | 38,8 %       | 8,6 %        | 4,4 %        | 5,4 %        | -      | 0,9 %  | 41,9 %  | 51,8 %                   | 9,9                           | 13,8                           | [ 39 ]                                                 |      |
| Maj 2012                     | 27,7 %     | 5,3 %      | 4,5 %      | 3,6 %      | 36,7 %       | 9,2 %        | 5,3 %        | 6,6 %        | -      | 1,2 %  | 41,1 %  | 51,2 %                   | 10,1                          | 13,7                           | [ 40 ]                                                 |      |
| April 2012                   | 29,1 %     | 5,1 %      | 4,6 %      | 4,0 %      | 36,8 %       | 9,3 %        | 5,6 %        | 4,7 %        | -      | 0,8 %  | 42,8 %  | 51,7 %                   | 8,9                           | 8,9                            | [ 41 ]                                                 |      |
| Mars 2012                    | 28,7 %     | 5,9 %      | 4,9 %      | 3,5 %      | 33,7 %       | 10,3 %       | 6,1 %        | 5,2 %        | -      | 1,7 %  | 43,0 %  | 50,1 %                   | 7,1                           | 10,6                           | [ 42 ]                                                 |      |
| Februari 2012                | 32,9 %     | 6,5 %      | 5,1 %      | 3,8 %      | 29,2 %       | 10,5 %       | 6,7 %        | 4,7 %        | -      | 0,8 %  | 48,3 %  | 46,4 %                   | 1,9                           | 1,9                            | [ 43 ]                                                 |      |
| Januari 2012                 | 32,9 %     | 5,6 %      | 4,5 %      | 4,2 %      | 24,6 %       | 11,8 %       | 8,8 %        | 6,9 %        | -      | 0,7 %  | 47,2 %  | 45,2 %                   | 2,0                           | 2,0                            | [ 44 ]                                                 |      |
| December 2011                | 34,4 %     | 5,5 %      | 5,4 %      | 4,3 %      | 25,4 %       | 12,3 %       | 6,3 %        | 5,2 %        | -      | 1,1 %  | 49,6 %  | 44,0 %                   | 5,6                           | 5,6                            | [ 45 ]                                                 |      |
| November 2011                | 32,8 %     | 6,6 %      | 6,7 %      | 3,2 %      | 27,4 %       | 10,0 %       | 5,8 %        | 6,7 %        | -      | 0,8 %  | 49,3 %  | 43,2 %                   | 6,1                           | 2,9                            | [ 46 ]                                                 |      |
| Oktober 2011                 | 31,1 %     | 6,8 %      | 4,9 %      | 3,8 %      | 30,3 %       | 10,1 %       | 6,3 %        | 5,5 %        | -      | 1,3 %  | 46,6 %  | 46,7 %                   | 0,1                           | 3,9                            | [ 47 ]                                                 |      |
| September 2011               | 32,7 %     | 5,8 %      | 4,5 %      | 4,1 %      | 31,8 %       | 8,9 %        | 5,4 %        | 5,5 %        | -      | 1,2 %  | 47,1 %  | 46,1 %                   | 1,0                           | 1,0                            | [ 48 ]                                                 |      |
| Augusti 2011                 | 30,1 %     | 7,4 %      | 4,3 %      | 4,0 %      | 32,8 %       | 10,1 %       | 4,3 %        | 6,0 %        | -      | 1,0 %  | 45,8 %  | 47,2 %                   | 1,4                           | 1,4                            | [ 49 ]                                                 |      |
| Juni 2011                    | 29,0 %     | 6,2 %      | 4,5 %      | 3,6 %      | 35,2 %       | 9,1 %        | 4,5 %        | 6,8 %        | -      | 1,1 %  | 43,3 %  | 48,8 %                   | 5,5                           | 9,1                            | [ 50 ]                                                 |      |
| Maj 2011                     | 30,4 %     | 6,6 %      | 5,4 %      | 3,6 %      | 33,4 %       | 8,8 %        | 4,6 %        | 6,8 %        | -      | 0,5 %  | 46,0 %  | 46,8 %                   | 0,8                           | 4,4                            | [ 51 ]                                                 |      |
| April 2011                   | 32,5 %     | 6,0 %      | 4,0 %      | 3,8 %      | 31,2 %       | 9,8 %        | 5,4 %        | 6,6 %        | -      | 0,8 %  | 46,3 %  | 46,4 %                   | 0,1                           | 3,9                            | [ 52 ]                                                 |      |
| Mars 2011                    | 30,9 %     | 6,7 %      | 4,7 %      | 4,5 %      | 30,5 %       | 9,2 %        | 6,0 %        | 6,2 %        | -      | 1,3 %  | 46,8 %  | 45,7 %                   | 1,1                           | 1,1                            | [ 53 ]                                                 |      |
| Februari 2011                | 33,4 %     | 6,5 %      | 5,1 %      | 4,3 %      | 30,2 %       | 7,7 %        | 5,4 %        | 6,4 %        | -      | 1,2 %  | 49,3 %  | 43,1 %                   | 6,2                           | 6,2                            | [ 54 ]                                                 |      |
| Januari 2011                 | 33,9 %     | 7,1 %      | 4,7 %      | 4,4 %      | 27,8 %       | 10,3 %       | 4,3 %        | 6,9 %        | -      | 0,6 %  | 50,1 %  | 42,4 %                   | 7,7                           | 7,7                            | [ 55 ]                                                 |      |
| December 2010                | 34,2 %     | 6,8 %      | 4,8 %      | 3,5 %      | 26,9 %       | 10,1 %       | 4,9 %        | 7,2 %        | -      | 1,6 %  | 49,3 %  | 41,9 %                   | 7,4                           | 3,9                            | [ 56 ]                                                 |      |
| November 2010                | 31,8 %     | 7,8 %      | 5,1 %      | 4,1 %      | 28,5 %       | 8,5 %        | 5,8 %        | 6,9 %        | -      | 1,5 %  | 48,8 %  | 42,8 %                   | 6,0                           | 6,0                            | [ 57 ]                                                 |      |
| Oktober 2010                 | 32,4 %     | 7,0 %      | 5,0 %      | 4,2 %      | 29,5 %       | 8,7 %        | 5,3 %        | 6,4 %        | -      | 1,5 %  | 48,6 %  | 43,5 %                   | 5,1                           | 5,1                            | [ 58 ]                                                 |      |
|                              |            |            |            |            |              |              |              |              |        |        |         |                          |                               |                                |                                                        |      |
| Valet 2010 19 september 2010 | 30,06 %    | 7,06 %     | 6,56 %     | 5,60 %     | 30,66 %      | 7,34 %       | 5,60 %       | 5,70 %       | 0,40 % | 1,43 % | 49,28 % | 43,60 %                  | 5,68                          | 5,68                           | [ 5 ]                                                  |      |

### Novus
| Period                       | Regeringen | Regeringen | Regeringen | Regeringen | Oppositionen | Oppositionen | Oppositionen | Oppositionen | Övriga | Övriga |         | Alliansen (M, FP, C, KD) | Rödgröna partierna (S, MP, V) | Blockskillnad (procentenheter) | Blockskillnad med fyraprocentsspärren (procentenheter) | Ref. |
| Period                       | M          | FP         | C          | KD         | S            | MP           | V            | SD           | FI     | Totalt |         | Alliansen (M, FP, C, KD) | Rödgröna partierna (S, MP, V) | Blockskillnad (procentenheter) | Blockskillnad med fyraprocentsspärren (procentenheter) | Ref. |
| Period                       |            |            |            |            |              |              |              |              |        |        |         |                          |                               | Blockskillnad (procentenheter) | Blockskillnad med fyraprocentsspärren (procentenheter) | Ref. |
| Valet 2014 14 september 2014 | 23,33 %    | 5,42 %     | 6,11 %     | 4,57 %     | 31,01 %      | 6,89 %       | 5,72 %       | 12,86 %      | 3,12 % | 4,09 % | 39,43 % | 43,62 %                  | 4,19                          | 4,19                           |                                                        |      |
|                              |            |            |            |            |              |              |              |              |        |        |         |                          |                               |                                |                                                        |      |
| September 2014 (3)           | 21,8 %     | 7,7 %      | 7,1 %      | 5,0 %      | 29,8 %       | 8,9 %        | 6,5 %        | 8,1 %        | 3,4 %  | 5,1 %  | 41,6 %  | 45,2 %                   | 3,6                           | 3,6                            | [ 59 ]                                                 |      |
| September 2014 (2)           | 22,4 %     | 6,5 %      | 6,9 %      | 5,5 %      | 30,6 %       | 8,6 %        | 7,1 %        | 9,5 %        | 2,2 %  | 2,9 %  | 41,3 %  | 46,3 %                   | 5,0                           | 5,0                            | [ 60 ]                                                 |      |
| September 2014 (1)           | 22,3 %     | 5,4 %      | 5,1 %      | 5,3 %      | 32,2 %       | 8,4 %        | 7,4 %        | 10,2 %       | 2,5 %  | 3,7 %  | 38,1 %  | 48,0 %                   | 9,9                           | 9,9                            | [ 61 ]                                                 |      |
| Augusti 2014 (2)             | 23,3 %     | 6,4 %      | 5,3 %      | 4,4 %      | 30,2 %       | 9,6 %        | 7,1 %        | 10,6 %       | 2,1 %  | 3,1 %  | 39,4 %  | 46,9 %                   | 7,5                           | 7,5                            | [ 62 ]                                                 |      |
| Augusti 2014                 | 21,3 %     | 6,8 %      | 6,0 %      | 4,3 %      | 32,2 %       | 10,6 %       | 6,7 %        | 8,9 %        | 2,7 %  | 3,2 %  | 38,4 %  | 49,5 %                   | 11,1                          | 11,1                           |                                                        |      |
| Juli 2014                    | 22,4 %     | 6,1 %      | 5,8 %      | 4,2 %      | 31,8 %       | 9,9 %        | 7,3 %        | 8,8 %        | 2,6 %  | 3,7 %  | 38,5 %  | 49,0 %                   | 10,5                          | 10,5                           |                                                        |      |
| Juni 2014                    | 21,2 %     | 6,8 %      | 5,6 %      | 4,4 %      | 32,1 %       | 11,3 %       | 6,7 %        | 8,3 %        | 2,9 %  | 3,6 %  | 38,0 %  | 50,1 %                   | 12,1                          | 12,1                           |                                                        |      |
| Maj 2014                     | 24,3 %     | 6,0 %      | 3,9 %      | 4,2 %      | 32,4 %       | 10,1 %       | 8,3 %        | 7,7 %        | 2,1 %  | 3,1 %  | 38,4 %  | 50,8 %                   | 12,4                          | 16,3                           |                                                        |      |
| April 2014                   | 23,7 %     | 5,4 %      | 4,0 %      | 3,6 %      | 33,5 %       | 10,8 %       | 7,6 %        | 8,8 %        | -      | 2,6 %  | 36,7 %  | 51,9 %                   | 15,2                          | 18,8                           |                                                        |      |
| Mars 2014                    | 25,1 %     | 6,3 %      | 3,6 %      | 3,9 %      | 34,3 %       | 9,2 %        | 6,5 %        | 9,3 %        | -      | 1,8 %  | 38,9 %  | 50,0 %                   | 11,1                          | 18,6                           |                                                        |      |
| Februari 2014                | 25,7 %     | 4,7 %      | 4,2 %      | 3,8 %      | 33,3 %       | 9,7 %        | 8,4 %        | 8,7 %        | -      | 1,5 %  | 38,4 %  | 51,4 %                   | 13,0                          | 16,8                           |                                                        |      |
| Januari 2014                 | 24,5 %     | 5,1 %      | 3,5 %      | 3,5 %      | 33,8 %       | 9,2 %        | 8,1 %        | 11,0 %       | -      | 1,1 %  | 36,6 %  | 51,1 %                   | 14,5                          | 21,5                           |                                                        |      |
| December 2013                | 25,0 %     | 5,5 %      | 3,9 %      | 4,1 %      | 34,2 %       | 9,3 %        | 6,4 %        | 10,4 %       | -      | 1,1 %  | 38,5 %  | 49,9 %                   | 11,4                          | 15,3                           |                                                        |      |
| November 2013                | 24,2 %     | 6,2 %      | 4,3 %      | 4,4 %      | 33,9 %       | 9,1 %        | 7,2 %        | 9,4 %        | -      | 1,3 %  | 39,1 %  | 50,2 %                   | 11,1                          | 11,1                           |                                                        |      |
| Oktober 2013                 | 26,0 %     | 5,2 %      | 3,0 %      | 4,5 %      | 34,8 %       | 8,8 %        | 6,0 %        | 10,1 %       | -      | 1,1 %  | 38,7 %  | 49,6 %                   | 10,9                          | 13,9                           |                                                        |      |
| September 2013               | 26,5 %     | 4,6 %      | 3,4 %      | 4,3 %      | 35,1 %       | 8,3 %        | 6,7 %        | 10,0 %       | -      | 1,1 %  | 38,8 %  | 50,1 %                   | 11,3                          | 14,7                           |                                                        |      |
| Augusti 2013                 | 24,6 %     | 6,5 %      | 4,6 %      | 4,6 %      | 34,3 %       | 8,6 %        | 7,3 %        | 8,5 %        | -      | 1,0 %  | 40,3 %  | 50,2 %                   | 9,9                           | 9,9                            |                                                        |      |
| Juli 2013                    | 26,2 %     | 5,4 %      | 3,9 %      | 4,0 %      | 34,1 %       | 9,7 %        | 6,3 %        | 9,0 %        | -      | 1,4 %  | 39,5 %  | 50,1 %                   | 10,6                          | 14,5                           |                                                        |      |
| Juni 2013                    | 26,6 %     | 5,4 %      | 3,8 %      | 4,4 %      | 34,4 %       | 8,7 %        | 6,7 %        | 9,0 %        | -      | 1,0 %  | 40,2 %  | 49,8 %                   | 9,6                           | 13,4                           |                                                        |      |
| Maj 2013                     | 27,8 %     | 6,3 %      | 3,6 %      | 3,1 %      | 33,5 %       | 8,1 %        | 6,9 %        | 9,2 %        | -      | 1,5 %  | 40,8 %  | 48,5 %                   | 7,7                           | 14,4                           |                                                        |      |
| April 2013                   | 27,0 %     | 6,1 %      | 3,7 %      | 4,0 %      | 34,4 %       | 8,6 %        | 6,5 %        | 8,9 %        | -      | 0,8 %  | 40,8 %  | 49,5 %                   | 8,7                           | 12,4                           |                                                        |      |
| Mars 2013                    | 28,3 %     | 6,2 %      | 3,3 %      | 3,7 %      | 32,1 %       | 9,6 %        | 6,3 %        | 9,1 %        | -      | 1,4 %  | 41,5 %  | 48,0 %                   | 6,5                           | 13,5                           |                                                        |      |
| Februari 2013                | 29,1 %     | 5,2 %      | 3,4 %      | 3,5 %      | 31,9 %       | 9,1 %        | 6,6 %        | 10,2 %       | -      | 1,0 %  | 41,2 %  | 47,6 %                   | 6,4                           | 13,3                           |                                                        |      |
| Januari 2013                 | 29,7 %     | 5,8 %      | 4,1 %      | 3,8 %      | 31,5 %       | 9,3 %        | 5,5 %        | 9,4 %        | -      | 0,9 %  | 43,4 %  | 46,3 %                   | 2,9                           | 6,7                            |                                                        |      |
| December 2012                | 28,4 %     | 6,1 %      | 5,1 %      | 3,4 %      | 32,2 %       | 9,0 %        | 5,9 %        | 9,0 %        | -      | 0,9 %  | 43,0 %  | 47,1 %                   | 4,1                           | 7,5                            |                                                        |      |
| November 2012                | 28,7 %     | 5,4 %      | 4,1 %      | 3,2 %      | 32,9 %       | 9,6 %        | 6,6 %        | 8,6 %        | -      | 0,9 %  | 41,4 %  | 49,1 %                   | 7,7                           | 10,9                           |                                                        |      |
| Oktober 2012                 | 31,0 %     | 6,2 %      | 3,9 %      | 3,1 %      | 33,8 %       | 9,1 %        | 5,7 %        | 6,5 %        | -      | 0,7 %  | 44,2 %  | 48,6 %                   | 4,4                           | 11,4                           |                                                        |      |
| September 2012               | 31,9 %     | 5,5 %      | 4,1 %      | 3,3 %      | 33,9 %       | 8,9 %        | 5,6 %        | 6,1 %        | -      | 0,7 %  | 44,8 %  | 48,4 %                   | 3,6                           | 6,9                            |                                                        |      |
| Augusti 2012                 | 30,2 %     | 5,7 %      | 3,8 %      | 3,1 %      | 34,8 %       | 9,5 %        | 5,8 %        | 5,9 %        | -      | 1,2 %  | 42,8 %  | 50,1 %                   | 7,3                           | 14,2                           |                                                        |      |
| Juni 2012                    | 29,5 %     | 5,6 %      | 5,1 %      | 3,9 %      | 33,8 %       | 9,3 %        | 5,8 %        | 5,7 %        | -      | 1,3 %  | 44,1 %  | 48,9 %                   | 4,8                           | 8,7                            |                                                        |      |
| Maj 2012                     | 28,3 %     | 6,2 %      | 4,5 %      | 4,2 %      | 36,6 %       | 8,2 %        | 6,1 %        | 4,6 %        | -      | 1,3 %  | 43,2 %  | 50,9 %                   | 7,7                           | 7,7                            |                                                        |      |
| April 2012                   | 29,1 %     | 5,2 %      | 5,1 %      | 3,8 %      | 35,9 %       | 8,2 %        | 6,5 %        | 5,3 %        | -      | 0,9 %  | 43,2 %  | 50,6 %                   | 7,4                           | 11,2                           |                                                        |      |
| Mars 2012                    | 30,5 %     | 5,7 %      | 4,8 %      | 3,6 %      | 32,4 %       | 8,8 %        | 7,3 %        | 5,7 %        | -      | 1,2 %  | 44,6 %  | 48,5 %                   | 3,9                           | 7,5                            |                                                        |      |
| Februari 2012                | 32,5 %     | 5,5 %      | 5,6 %      | 4,1 %      | 27,2 %       | 10,5 %       | 8,2 %        | 5,8 %        | -      | 0,6 %  | 47,7 %  | 45,9 %                   | 1,8                           | 1,8                            |                                                        |      |
| Januari 2012                 | 35,6 %     | 5,8 %      | 5,4 %      | 3,4 %      | 22,9 %       | 12,1 %       | 7,6 %        | 6,0 %        | -      | 1,2 %  | 50,2 %  | 42,6 %                   | 7,6                           | 4,2                            |                                                        |      |
| December 2011                | 34,8 %     | 5,6 %      | 5,8 %      | 3,8 %      | 26,2 %       | 11,0 %       | 6,4 %        | 5,4 %        | -      | 1,0 %  | 50,0 %  | 43,6 %                   | 6,4                           | 2,6                            |                                                        |      |
| November 2011                | 33,7 %     | 6,8 %      | 5,8 %      | 4,0 %      | 27,0 %       | 10,1 %       | 6,1 %        | 5,3 %        | -      | 1,2 %  | 50,3 %  | 43,2 %                   | 7,1                           | 7,1                            |                                                        |      |
| Oktober 2011                 | 32,0 %     | 5,8 %      | 5,7 %      | 4,5 %      | 29,5 %       | 9,6 %        | 5,9 %        | 6,0 %        | -      | 1,0 %  | 48,0 %  | 45,0 %                   | 3,0                           | 3,0                            |                                                        |      |
| September 2011               | 31,6 %     | 6,8 %      | 4,9 %      | 3,7 %      | 33,2 %       | 9,0 %        | 4,8 %        | 5,0 %        | -      | 1,0 %  | 47,0 %  | 47,0 %                   | 0,0                           | 3,7                            |                                                        |      |
| Augusti 2011                 | 31,5 %     | 6,2 %      | 5,2 %      | 2,9 %      | 34,9 %       | 8,9 %        | 3,9 %        | 5,6 %        | -      | 0,9 %  | 45,8 %  | 47,7 %                   | 1,9                           | 0,9                            |                                                        |      |
| Juni 2011                    | 30,8 %     | 6,6 %      | 4,8 %      | 4,5 %      | 32,2 %       | 9,9 %        | 5,1 %        | 5,4 %        | -      | 0,7 %  | 46,7 %  | 47,2 %                   | 0,5                           | 0,5                            |                                                        |      |
| Maj 2011                     | 30,4 %     | 7,0 %      | 5,2 %      | 3,7 %      | 34,1 %       | 8,5 %        | 4,6 %        | 5,5 %        | -      | 1,0 %  | 46,3 %  | 47,2 %                   | 0,9                           | 4,6                            |                                                        |      |
| April 2011                   | 32,8 %     | 6,2 %      | 5,1 %      | 3,4 %      | 32,1 %       | 8,5 %        | 4,8 %        | 5,9 %        | -      | 1,1 %  | 47,5 %  | 45,4 %                   | 2,1                           | 1,3                            |                                                        |      |
| Mars 2011                    | 31,8 %     | 7,3 %      | 4,8 %      | 4,5 %      | 30,5 %       | 9,4 %        | 4,9 %        | 6,1 %        | -      | 0,6 %  | 48,4 %  | 44,8 %                   | 3,6                           | 3,6                            |                                                        |      |
| Februari 2011                | 33,6 %     | 7,4 %      | 5,1 %      | 4,1 %      | 28,4 %       | 8,7 %        | 5,0 %        | 6,5 %        | -      | 1,2 %  | 50,2 %  | 42,1 %                   | 8,1                           | 8,1                            |                                                        |      |
| Januari 2011                 | 34,5 %     | 6,9 %      | 4,7 %      | 4,5 %      | 28,0 %       | 8,6 %        | 5,5 %        | 5,9 %        | -      | 1,4 %  | 50,6 %  | 42,1 %                   | 8,5                           | 8,5                            |                                                        |      |
| December 2010                | 33,4 %     | 7,3 %      | 5,5 %      | 2,9 %      | 28,7 %       | 9,5 %        | 5,3 %        | 6,5 %        | -      | 0,9 %  | 49,1 %  | 43,5 %                   | 5,6                           | 2,7                            |                                                        |      |
| November 2010                | 33,6 %     | 7,0 %      | 4,6 %      | 4,4 %      | 29,9 %       | 8,2 %        | 5,0 %        | 6,3 %        | -      | 1,0 %  | 49,6 %  | 43,1 %                   | 6,5                           | 6,5                            |                                                        |      |
| Oktober 2010                 | 32,0 %     | 7,9 %      | 4,9 %      | 4,8 %      | 30,4 %       | 8,1 %        | 4,4 %        | 6,4 %        | -      | 1,1 %  | 49,6 %  | 42,9 %                   | 6,7                           | 6,7                            |                                                        |      |
|                              |            |            |            |            |              |              |              |              |        |        |         |                          |                               |                                |                                                        |      |
| Valet 2010 19 september 2010 | 30,06 %    | 7,06 %     | 6,56 %     | 5,60 %     | 30,66 %      | 7,34 %       | 5,60 %       | 5,70 %       | 0,40 % | 1,43 % | 49,28 % | 43,60 %                  | 5,68                          | 5,68                           | [ 5 ]                                                  |      |

Källa: Novus 

### Statistiska centralbyrån(SCB)
| Period                       | Regeringen | Regeringen | Regeringen | Regeringen | Oppositionen | Oppositionen | Oppositionen | Oppositionen | Övriga | Övriga |         | Alliansen (M, FP, C, KD) | Rödgröna partierna (S, MP, V) | Blockskillnad (procentenheter) | Blockskillnad med fyraprocentsspärren (procentenheter) | Ref. |
| Period                       | M          | FP         | C          | KD         | S            | MP           | V            | SD           | FI     | Totalt |         | Alliansen (M, FP, C, KD) | Rödgröna partierna (S, MP, V) | Blockskillnad (procentenheter) | Blockskillnad med fyraprocentsspärren (procentenheter) | Ref. |
| Period                       |            |            |            |            |              |              |              |              |        |        |         |                          |                               | Blockskillnad (procentenheter) | Blockskillnad med fyraprocentsspärren (procentenheter) | Ref. |
| Valet 2014 14 september 2014 | 23,33 %    | 5,42 %     | 6,11 %     | 4,57 %     | 31,01 %      | 6,89 %       | 5,72 %       | 12,86 %      | 3,12 % | 4,09 % | 39,43 % | 43,62 %                  | 4,19                          | 4,19                           |                                                        |      |
|                              |            |            |            |            |              |              |              |              |        |        |         |                          |                               |                                |                                                        |      |
| Maj 2014                     | 22,7 %     | 5,3 %      | 4,9 %      | 3,9 %      | 35,3 %       | 8,0 %        | 8,0 %        | 8,1 %        | 2,5 %  | 3,9 %  | 36,8 %  | 51,3 %                   | 14,5                          | 18,4                           |                                                        |      |
| November 2013                | 25,5 %     | 5,4 %      | 4,7 %      | 4,1 %      | 34,3 %       | 8,8 %        | 6,7 %        | 9,3 %        | -      | 1,3 %  | 39,7 %  | 49,8 %                   | 10,1                          | 10,1                           |                                                        |      |
| Maj 2013                     | 26,9 %     | 6,0 %      | 4,2 %      | 3,6 %      | 35,6 %       | 8,5 %        | 6,4 %        | 7,7 %        | -      | 1,1 %  | 40,7 %  | 50,5 %                   | 9,8                           | 13,4                           |                                                        |      |
| November 2012                | 28,1 %     | 5,5 %      | 4,4 %      | 3,8 %      | 34,8 %       | 8,6 %        | 5,8 %        | 7,9 %        | -      | 1,2 %  | 41,8 %  | 49,1 %                   | 7,3                           | 11,1                           |                                                        |      |
| Maj 2012                     | 28,6 %     | 5,5 %      | 4,7 %      | 3,7 %      | 37,3 %       | 8,1 %        | 5,9 %        | 5,4 %        | -      | 0,8 %  | 42,5 %  | 51,2 %                   | 8,7                           | 12,4                           |                                                        |      |
| November 2011                | 33,4 %     | 5,6 %      | 5,5 %      | 3,8 %      | 27,7 %       | 11,7 %       | 5,2 %        | 5,7 %        | -      | 1,4 %  | 48,4 %  | 44,6 %                   | 3,8                           | 0,1                            |                                                        |      |
| Maj 2011                     | 31,1 %     | 6,0 %      | 4,5 %      | 3,8 %      | 34,0 %       | 8,9 %        | 4,5 %        | 5,7 %        | -      | 1,5 %  | 45,4 %  | 47,4 %                   | 2,0                           | 5,8                            |                                                        |      |
| November 2010                | 32,4 %     | 6,8 %      | 5,8 %      | 4,3 %      | 29,0 %       | 8,8 %        | 4,7 %        | 6,7 %        | -      | 1,5 %  | 49,3 %  | 42,5 %                   | 6,8                           | 6,8                            |                                                        |      |
|                              |            |            |            |            |              |              |              |              |        |        |         |                          |                               |                                |                                                        |      |
| Valet 2010 19 september 2010 | 30,06 %    | 7,06 %     | 6,56 %     | 5,60 %     | 30,66 %      | 7,34 %       | 5,60 %       | 5,70 %       | 0,40 % | 1,43 % | 49,28 % | 43,60 %                  | 5,68                          | 5,68                           | [ 5 ]                                                  |      |

Källa: SCB 

### Skop
| Period                       | Regeringen | Regeringen | Regeringen | Regeringen | Oppositionen | Oppositionen | Oppositionen | Oppositionen | Övriga | Övriga |         | Alliansen (M, FP, C, KD) | Rödgröna partierna (S, MP, V) | Blockskillnad (procentenheter) | Blockskillnad med fyraprocentsspärren (procentenheter) | Ref. |
| Period                       | M          | FP         | C          | KD         | S            | MP           | V            | SD           | FI     | Totalt |         | Alliansen (M, FP, C, KD) | Rödgröna partierna (S, MP, V) | Blockskillnad (procentenheter) | Blockskillnad med fyraprocentsspärren (procentenheter) | Ref. |
| Period                       |            |            |            |            |              |              |              |              |        |        |         |                          |                               | Blockskillnad (procentenheter) | Blockskillnad med fyraprocentsspärren (procentenheter) | Ref. |
| Valet 2014 14 september 2014 | 23,33 %    | 5,42 %     | 6,11 %     | 4,57 %     | 31,01 %      | 6,89 %       | 5,72 %       | 12,86 %      | 3,12 % | 4,09 % | 39,43 % | 43,62 %                  | 4,19                          | 4,19                           |                                                        |      |
|                              |            |            |            |            |              |              |              |              |        |        |         |                          |                               |                                |                                                        |      |
| September 2014 (2)           | 24,6 %     | 6,7 %      | 6,5 %      | 4,6 %      | 31,2 %       | 7,7 %        | 6,5 %        | 8,0 %        | 3,5 %  | ? %    | 42,4 %  | 45,4 %                   | 3,0                           | 3,0                            | [ 66 ]                                                 |      |
| September 2014               | 22,0 %     | 5,8 %      | 5,3 %      | 5,1 %      | 32,0 %       | 7,9 %        | 8,3 %        | 9,4 %        | 2,4 %  | 4,2 %  | 38,2 %  | 48,2 %                   | 10,0                          | 10,0                           | [ 67 ]                                                 |      |
| Juni 2014                    | 24,2 %     | 7,3 %      | 4,9 %      | 3,2 %      | 31,9 %       | 12,0 %       | 6,7 %        | 7,8 %        | 1,8 %  | 2,0 %  | 39,6 %  | 50,6 %                   | 11,0                          | 14,2                           | [ 68 ]                                                 |      |
| April 2014                   | 23,4 %     | 7,8 %      | 4,5 %      | 2,7 %      | 34,9 %       | 10,7 %       | 6,4 %        | 7,3 %        | 1,3 %  | 2,4 %  | 38,4 %  | 52,0 %                   | 13,6                          | 16,3                           |                                                        |      |
| Februari 2014                | 26,5 %     | 4,6 %      | 4,1 %      | 3,1 %      | 33,8 %       | 9,9 %        | 8,0 %        | 8,2 %        | -      | 1,7 %  | 38,3 %  | 51,7 %                   | 13,4                          | 16,5                           |                                                        |      |
| Januari 2014                 | 27,2 %     | 6,3 %      | 4,5 %      | 3,1 %      | 32,7 %       | 9,7 %        | 7,0 %        | 8,4 %        | -      | 1,0 %  | 41,1 %  | 49,4 %                   | 8,3                           | 11,4                           |                                                        |      |
| November 2013                | 25,6 %     | 5,9 %      | 3,5 %      | 3,6 %      | 35,2 %       | 8,9 %        | 6,9 %        | 9,3 %        | -      | 1,3 %  | 38,6 %  | 51,0 %                   | 12,4                          | 19,5                           |                                                        |      |
| September 2013               | 26,6 %     | 6,7 %      | 4,2 %      | 3,2 %      | 31,7 %       | 10,8 %       | 6,3 %        | 9,4 %        | -      | 1,2 %  | 40,7 %  | 48,8 %                   | 8,1                           | 11,3                           |                                                        |      |
| Maj 2013                     | 28,5 %     | 5,8 %      | 4,2 %      | 3,7 %      | 34,2 %       | 9,9 %        | 5,4 %        | 6,6 %        | -      | 1,6 %  | 42,2 %  | 49,5 %                   | 7,3                           | 11,0                           |                                                        |      |
| April 2013                   | 30,2 %     | 6,6 %      | 4,2 %      | 2,5 %      | 32,0 %       | 8,3 %        | 6,3 %        | 7,4 %        | -      | 2,5 %  | 43,5 %  | 46,6 %                   | 3,1                           | 5,6                            |                                                        |      |
| Mars 2013                    | 29,5 %     | 8,0 %      | 4,3 %      | 3,9 %      | 32,9 %       | 8,2 %        | 5,8 %        | 7,3 %        | -      | 0,1 %  | 45,7 %  | 46,9 %                   | 1,2                           | 5,1                            |                                                        |      |
| December 2012                | 29,1 %     | 6,2 %      | 3,9 %      | 4,7 %      | 31,5 %       | 10,3 %       | 5,3 %        | 7,8 %        | -      | 1,2 %  | 43,9 %  | 47,1 %                   | 3,2                           | 7,1                            |                                                        |      |
| November 2012                | 32,2 %     | 4,9 %      | 3,6 %      | 3,2 %      | 33,3 %       | 7,5 %        | 6,7 %        | 6,4 %        | -      | 2,2 %  | 43,9 %  | 47,5 %                   | 3,6                           | 10,4                           |                                                        |      |
| September 2012               | 30,3 %     | 6,5 %      | 4,1 %      | 2,9 %      | 33,5 %       | 9,8 %        | 6,0 %        | 6,3 %        | -      | 0,5 %  | 43,8 %  | 49,3 %                   | 5,5                           | 8,4                            |                                                        |      |
| Juli 2012                    | 31,0 %     | 6,5 %      | 4,8 %      | 3,7 %      | 34,2 %       | 8,2 %        | 6,5 %        | 4,7 %        | -      | 0,5 %  | 46,0 %  | 48,9 %                   | 2,9                           | 6,6                            |                                                        |      |
| Maj 2012                     | 31,1 %     | 5,5 %      | 5,4 %      | 2,9 %      | 31,9 %       | 9,8 %        | 5,4 %        | 7,0 %        | -      | 0,9 %  | 44,9 %  | 47,1 %                   | 2,2                           | 5,1                            |                                                        |      |
| April 2012                   | 31,0 %     | 5,7 %      | 4,3 %      | 2,9 %      | 34,9 %       | 8,9 %        | 5,3 %        | 6,1 %        | -      | 1,0 %  | 43,9 %  | 49,1 %                   | 5,2                           | 8,1                            |                                                        |      |
| Mars 2012                    | 33,4 %     | 6,9 %      | 5,0 %      | 3,3 %      | 30,8 %       | 9,1 %        | 6,5 %        | 4,5 %        | -      | 0,6 %  | 48,6 %  | 46,4 %                   | 2,2                           | 1,1                            |                                                        |      |
| Februari 2012                | 32,9 %     | 5,7 %      | 4,9 %      | 3,7 %      | 27,3 %       | 11,5 %       | 7,1 %        | 5,6 %        | -      | 1,3 %  | 47,2 %  | 45,9 %                   | 1,3                           | 2,4                            |                                                        |      |
| Januari 2012                 | 35,6 %     | 5,8 %      | 5,5 %      | 3,9 %      | 25,3 %       | 11,5 %       | 6,1 %        | 5,5 %        | -      | 0,8 %  | 50,8 %  | 42,9 %                   | 7,9                           | 4,0                            |                                                        |      |
| November 2011                | 35,4 %     | 7,0 %      | 5,2 %      | 3,7 %      | 26,8 %       | 11,6 %       | 4,2 %        | 4,9 %        | -      | 1,2 %  | 51,3 %  | 42,6 %                   | 8,7                           | 5,0                            |                                                        |      |
| Oktober 2011                 | 32,6 %     | 5,7 %      | 7,1 %      | 4,0 %      | 31,7 %       | 8,7 %        | 4,5 %        | 4,8 %        | -      | 1,1 %  | 49,4 %  | 44,9 %                   | 4,5                           | 4,5                            |                                                        |      |
| September 2011               | 33,5 %     | 6,9 %      | 5,2 %      | 4,0 %      | 30,5 %       | 8,7 %        | 5,1 %        | 5,1 %        | -      | 1,1 %  | 49,6 %  | 44,3 %                   | 5,3                           | 5,3                            |                                                        |      |
| Juni 2011                    | 32,9 %     | 6,6 %      | 6,0 %      | 3,1 %      | 30,9 %       | 10,7 %       | 4,7 %        | 4,2 %        | -      | 0,8 %  | 48,6 %  | 46,3 %                   | 2,3                           | 0,8                            |                                                        |      |
| Maj 2011                     | 33,4 %     | 5,4 %      | 5,5 %      | 3,8 %      | 31,7 %       | 9,3 %        | 4,3 %        | 6,5 %        | -      | 0,2 %  | 48,1 %  | 45,3 %                   | 2,8                           | 1,0                            |                                                        |      |
| April 2011                   | 33,4 %     | 6,0 %      | 4,3 %      | 4,0 %      | 30,4 %       | 9,0 %        | 6,1 %        | 5,9 %        | -      | 0,9 %  | 47,7 %  | 45,5 %                   | 2,2                           | 2,2                            |                                                        |      |
| Mars 2011                    | 34,5 %     | 7,4 %      | 3,5 %      | 2,9 %      | 30,1 %       | 9,0 %        | 5,5 %        | 5,2 %        | -      | 1,8 %  | 48,3 %  | 44,6 %                   | 3,7                           | 2,7                            |                                                        |      |
| Mars 2011                    | 35,4 %     | 5,8 %      | 4,7 %      | 3,8 %      | 29,2 %       | 9,5 %        | 5,7 %        | 4,8 %        | -      | 1,3 %  | 49,7 %  | 44,4 %                   | 5,3                           | 1,5                            |                                                        |      |
| Januari 2011                 | 35,7 %     | 8,1 %      | 5,5 %      | 2,7 %      | 24,4 %       | 9,6 %        | 5,2 %        | 7,1 %        | -      | 1,7 %  | 52,0 %  | 39,2 %                   | 12,8                          | 10,1                           |                                                        |      |
| December 2010                | 35,1 %     | 7,2 %      | 3,8 %      | 2,8 %      | 28,2 %       | 11,0 %       | 5,0 %        | 6,3 %        | -      | 0,8 %  | 48,9 %  | 44,2 %                   | 4,7                           | 1,9                            |                                                        |      |
| November 2010                | 32,5 %     | 7,0 %      | 5,0 %      | 2,8 %      | 31,3 %       | 9,1 %        | 4,3 %        | 6,2 %        | -      | 1,9 %  | 47,3 %  | 44,7 %                   | 2,6                           | 0,2                            |                                                        |      |
|                              |            |            |            |            |              |              |              |              |        |        |         |                          |                               |                                |                                                        |      |
| Valet 2010 19 september 2010 | 30,06 %    | 7,06 %     | 6,56 %     | 5,60 %     | 30,66 %      | 7,34 %       | 5,60 %       | 5,70 %       | 0,40 % | 1,43 % | 49,28 % | 43,60 %                  | 5,68                          | 5,68                           | [ 5 ]                                                  |      |

Källa: Skop 

### United Minds
| Period                       | Regeringen | Regeringen | Regeringen | Regeringen | Oppositionen | Oppositionen | Oppositionen | Oppositionen | Övriga | Övriga |         | Alliansen (M, FP, C, KD) | Rödgröna partierna (S, MP, V) | Blockskillnad (procentenheter) | Blockskillnad med fyraprocentsspärren (procentenheter) | Ref. |
| Period                       | M          | FP         | C          | KD         | S            | MP           | V            | SD           | FI     | Totalt |         | Alliansen (M, FP, C, KD) | Rödgröna partierna (S, MP, V) | Blockskillnad (procentenheter) | Blockskillnad med fyraprocentsspärren (procentenheter) | Ref. |
| Period                       |            |            |            |            |              |              |              |              |        |        |         |                          |                               | Blockskillnad (procentenheter) | Blockskillnad med fyraprocentsspärren (procentenheter) | Ref. |
| Valet 2014 14 september 2014 | 23,33 %    | 5,42 %     | 6,11 %     | 4,57 %     | 31,01 %      | 6,89 %       | 5,72 %       | 12,86 %      | 3,12 % | 4,09 % | 39,43 % | 43,62 %                  | 4,19                          | 4,19                           |                                                        |      |
|                              |            |            |            |            |              |              |              |              |        |        |         |                          |                               |                                |                                                        |      |
| September 2014 (2)           | 21,0 %     | 6,9 %      | 6,5 %      | 5,7 %      | 29,6 %       | 7,5 %        | 7,2 %        | 11,1 %       | 3,4 %  | 4,7 %  | 40,1 %  | 44,3 %                   | 4,2                           | 4,2                            | [ 70 ]                                                 |      |
| September 2014 (1)           | 21,5 %     | 6,5 %      | 4,6 %      | 5,4 %      | 30,5 %       | 8,8 %        | 7,3 %        | 11,4 %       | 2,8 %  | 4,0 %  | 38,0 %  | 46,6 %                   | 8,6                           | 8,6                            |                                                        |      |
| Augusti 2014 (4)             | 21,1 %     | 7,2 %      | 5,7 %      | 5,1 %      | 31,3 %       | 8,4 %        | 6,8 %        | 10,2 %       | 2,9 %  | 4,2 %  | 39,2 %  | 46,5 %                   | 7,3                           | 7,3                            | [ 71 ]                                                 |      |
| Augusti 2014 (3)             | 21,5 %     | 6,8 %      | 4,4 %      | 4,8 %      | 30,0 %       | 9,0 %        | 7,0 %        | 11,5 %       | 3,4 %  | 5,0 %  | 37,5 %  | 46,0 %                   | 8,5                           | 8,5                            | [ 72 ]                                                 |      |
| Augusti 2014 (2)             | 20,8 %     | 7,9 %      | 5,6 %      | 4,6 %      | 29,7 %       | 9,9 %        | 6,9 %        | 10,9 %       | 2,3 %  | 3,8 %  | 38,9 %  | 46,5 %                   | 7,6                           | 7,6                            | [ 73 ]                                                 |      |
| Augusti 2014 (1)             | 19,8 %     | 7,5 %      | 5,2 %      | 4,3 %      | 29,6 %       | 9,8 %        | 7,2 %        | 11,6 %       | 2,9 %  | 5,0 %  | 36,8 %  | 46,6 %                   | 9,8                           | 9,8                            | [ 74 ]                                                 |      |
| Juli 2014                    | 22,8 %     | 5,0 %      | 4,8 %      | 4,4 %      | 28,0 %       | 11,9 %       | 7,5 %        | 10,5 %       | 4,0 %  | 5,2 %  | 37,0 %  | 47,4 %                   | 10,4                          | 10,4                           |                                                        |      |
| Juni 2014                    | 19,7 %     | 5,8 %      | 3,5 %      | 4,9 %      | 30,8 %       | 11,2 %       | 9,5 %        | 11,3 %       | 2,1 %  | 3,2 %  | 33,9 %  | 51,6 %                   | 17,7                          | 21,2                           | [ 75 ]                                                 |      |
| Maj 2014                     | 21,6 %     | 6,1 %      | 3,3 %      | 3,2 %      | 34,6 %       | 8,5 %        | 8,9 %        | 10,7 %       | 2,1 %  | 3,0 %  | 34,3 %  | 52,1 %                   | 17,8                          | 24,3                           |                                                        |      |
| April 2014                   | 22,4 %     | 6,3 %      | 4,4 %      | 3,5 %      | 33,4 %       | 9,2 %        | 7,3 %        | 10,7 %       | -      | 2,8 %  | 36,6 %  | 49,9 %                   | 13,3                          | 16,8                           |                                                        |      |
| Mars 2014                    | 22,7 %     | 6,7 %      | 4,8 %      | 3,5 %      | 33,0 %       | 10,4 %       | 7,0 %        | 9,4 %        | -      | 2,6 %  | 37,6 %  | 50,3 %                   | 12,7                          | 16,2                           |                                                        |      |
| Februari 2014                | 21,6 %     | 7,0 %      | 3,8 %      | 4,4 %      | 31,2 %       | 10,2 %       | 8,2 %        | 11,2 %       | -      | 2,4 %  | 36,7 %  | 49,7 %                   | 13,0                          | 16,8                           |                                                        |      |
| Januari 2014                 | 24,0 %     | 6,1 %      | 4,5 %      | 3,3 %      | 32,5 %       | 8,9 %        | 8,4 %        | 10,8 %       | -      | 1,5 %  | 37,9 %  | 49,8 %                   | 11,9                          | 15,2                           |                                                        |      |
| December 2013                | 24,1 %     | 7,6 %      | 4,0 %      | 4,6 %      | 32,4 %       | 8,0 %        | 8,0 %        | 10,0 %       | -      | 1,4 %  | 40,3 %  | 48,4 %                   | 8,1                           | 8,1                            |                                                        |      |
| November 2013                | 25,8 %     | 6,7 %      | 4,1 %      | 4,4 %      | 30,9 %       | 9,6 %        | 7,1 %        | 10,8 %       | -      | 0,7 %  | 41,0 %  | 47,6 %                   | 6,6                           | 6,6                            |                                                        |      |
| Oktober 2013                 | 23,6 %     | 5,0 %      | 5,9 %      | 3,3 %      | 33,7 %       | 9,4 %        | 6,2 %        | 11,1 %       | -      | 1,9 %  | 37,8 %  | 49,3 %                   | 11,5                          | 14,8                           |                                                        |      |
| September 2013               | 25,3 %     | 5,3 %      | 3,4 %      | 4,2 %      | 32,6 %       | 9,4 %        | 6,2 %        | 12,1 %       | -      | 1,6 %  | 38,2 %  | 48,2 %                   | 10,0                          | 13,4                           |                                                        |      |
| Augusti 2013                 | 24,5 %     | 4,6 %      | 4,9 %      | 4,5 %      | 33,2 %       | 9,1 %        | 6,1 %        | 11,3 %       | -      | 1,9 %  | 38,5 %  | 48,4 %                   | 9,9                           | 9,9                            |                                                        |      |
| Juni 2013                    | 25,8 %     | 6,3 %      | 3,7 %      | 3,8 %      | 32,0 %       | 8,9 %        | 7,2 %        | 10,7 %       | -      | 1,7 %  | 39,6 %  | 48,1 %                   | 8,5                           | 16,0                           |                                                        |      |
| Maj 2013                     | 26,9 %     | 5,4 %      | 2,8 %      | 4,0 %      | 32,7 %       | 8,5 %        | 6,8 %        | 11,0 %       | -      | 1,8 %  | 39,1 %  | 48,0 %                   | 8,9                           | 11,7                           |                                                        |      |
| April 2013                   | 26,9 %     | 5,9 %      | 4,1 %      | 4,5 %      | 31,8 %       | 9,3 %        | 5,8 %        | 10,1 %       | -      | 1,8 %  | 41,4 %  | 46,9 %                   | 5,5                           | 5,5                            |                                                        |      |
| Mars 2013                    | 25,9 %     | 6,2 %      | 4,3 %      | 4,6 %      | 31,6 %       | 7,9 %        | 7,8 %        | 10,3 %       | -      | 1,3 %  | 41,0 %  | 47,3 %                   | 6,3                           | 6,3                            |                                                        |      |
| Februari 2013                | 27,6 %     | 4,7 %      | 4,0 %      | 3,3 %      | 32,9 %       | 9,0 %        | 6,2 %        | 11,1 %       | -      | 1,2 %  | 39,6 %  | 48,1 %                   | 8,5                           | 11,8                           |                                                        |      |
| Januari 2013                 | 28,3 %     | 5,8 %      | 4,4 %      | 3,1 %      | 31,9 %       | 8,4 %        | 6,9 %        | 10,1 %       | -      | 1,1 %  | 41,6 %  | 47,2 %                   | 5,6                           | 8,7                            |                                                        |      |
| December 2012                | 28,9 %     | 4,9 %      | 4,8 %      | 3,8 %      | 32,0 %       | 8,2 %        | 6,7 %        | 9,7 %        | -      | 1,1 %  | 42,4 %  | 46,9 %                   | 4,5                           | 8,3                            |                                                        |      |
| November 2012                | 27,8 %     | 6,3 %      | 5,1 %      | 3,9 %      | 31,0 %       | 8,0 %        | 5,8 %        | 11,2 %       | -      | 0,8 %  | 43,1 %  | 44,8 %                   | 1,7                           | 5,6                            |                                                        |      |
| Oktober 2012                 | 28,1 %     | 6,1 %      | 4,2 %      | 3,8 %      | 31,4 %       | 8,8 %        | 6,4 %        | 9,9 %        | -      | 1,3 %  | 42,2 %  | 46,6 %                   | 4,4                           | 8,2                            |                                                        |      |
| September 2012               | 27,8 %     | 5,8 %      | 3,3 %      | 4,7 %      | 33,1 %       | 8,6 %        | 6,9 %        | 8,8 %        | -      | 1,0 %  | 41,6 %  | 48,6 %                   | 7,0                           | 10,3                           |                                                        |      |
| Augusti 2012                 | 27,0 %     | 5,9 %      | 4,8 %      | 4,1 %      | 34,0 %       | 8,3 %        | 5,9 %        | 8,4 %        | -      | 1,5 %  | 41,8 %  | 48,2 %                   | 6,4                           | 6,4                            |                                                        |      |
| Juli 2012                    | 27,0 %     | 7,6 %      | 4,1 %      | 3,4 %      | 33,6 %       | 7,6 %        | 6,9 %        | 8,3 %        | -      | 1,5 %  | 42,1 %  | 48,1 %                   | 6,0                           | 9,4                            |                                                        |      |
| Juni 2012                    | 27,1 %     | 6,6 %      | 3,4 %      | 3,9 %      | 34,6 %       | 8,2 %        | 6,5 %        | 8,7 %        | -      | 0,9 %  | 41,0 %  | 49,3 %                   | 8,3                           | 15,6                           |                                                        |      |
| Maj 2012                     | 29,7 %     | 6,7 %      | 4,6 %      | 3,2 %      | 34,6 %       | 8,2 %        | 5,6 %        | 6,4 %        | -      | 1,0 %  | 44,2 %  | 48,4 %                   | 4,2                           | 7,4                            |                                                        |      |
| April 2012                   | 28,5 %     | 4,8 %      | 3,6 %      | 3,9 %      | 35,6 %       | 9,2 %        | 5,7 %        | 7,2 %        | -      | 1,6 %  | 40,8 %  | 50,5 %                   | 9,7                           | 17,2                           |                                                        |      |
| Mars 2012                    | 29,3 %     | 5,8 %      | 4,7 %      | 4,6 %      | 32,5 %       | 7,8 %        | 7,3 %        | 7,5 %        | -      | 0,4 %  | 44,4 %  | 47,6 %                   | 3,2                           | 3,2                            |                                                        |      |
| Februari 2012                | 32,7 %     | 5,0 %      | 3,9 %      | 4,7 %      | 26,0 %       | 10,5 %       | 9,2 %        | 7,2 %        | -      | 0,8 %  | 46,3 %  | 45,7 %                   | 0,6                           | 3,3                            |                                                        |      |
| Januari 2012                 | 32,2 %     | 6,3 %      | 6,3 %      | 2,8 %      | 23,6 %       | 11,5 %       | 7,9 %        | 8,3 %        | -      | 1,1 %  | 47,6 %  | 43,0 %                   | 4,6                           | 1,8                            |                                                        |      |
| December 2011                | 31,5 %     | 7,5 %      | 5,5 %      | 4,3 %      | 25,7 %       | 10,7 %       | 6,6 %        | 6,5 %        | -      | 1,7 %  | 48,8 %  | 43,0 %                   | 5,8                           | 5,8                            |                                                        |      |
| November 2011                | 32,8 %     | 7,2 %      | 4,7 %      | 3,6 %      | 24,9 %       | 10,6 %       | 6,9 %        | 7,7 %        | -      | 1,6 %  | 48,3 %  | 42,4 %                   | 5,9                           | 2,3                            |                                                        |      |
| Oktober 2011                 | 29,2 %     | 7,0 %      | 6,0 %      | 3,8 %      | 30,0 %       | 10,2 %       | 5,6 %        | 7,1 %        | -      | 1,1 %  | 46,0 %  | 45,8 %                   | 0,2                           | 3,6                            |                                                        |      |
| September 2011               | 30,9 %     | 6,9 %      | 5,3 %      | 3,9 %      | 32,4 %       | 10,0 %       | 3,3 %        | 6,0 %        | -      | 1,4 %  | 47,0 %  | 45,7 %                   | 1,3                           | 0,7                            |                                                        |      |
| Augusti 2011                 | 31,0 %     | 6,4 %      | 4,4 %      | 3,2 %      | 31,6 %       | 9,8 %        | 5,0 %        | 7,8 %        | -      | 0,8 %  | 45,0 %  | 46,4 %                   | 1,4                           | 4,6                            |                                                        |      |
| Juli 2011                    | 31,2 %     | 6,5 %      | 4,7 %      | 4,2 %      | 30,1 %       | 10,1 %       | 4,6 %        | 7,4 %        | -      | 1,3 %  | 46,6 %  | 44,8 %                   | 1,8                           | 1,8                            |                                                        |      |
| Juni 2011                    | 30,5 %     | 6,8 %      | 4,0 %      | 3,1 %      | 30,9 %       | 11,2 %       | 4,7 %        | 7,8 %        | -      | 1,1 %  | 44,4 %  | 46,8 %                   | 2,4                           | 5,5                            |                                                        |      |
| Maj 2011                     | 32,2 %     | 6,5 %      | 4,0 %      | 4,1 %      | 30,7 %       | 8,9 %        | 4,9 %        | 7,7 %        | -      | 0,9 %  | 46,8 %  | 44,5 %                   | 2,3                           | 2,3                            |                                                        |      |
| April 2011                   | 30,3 %     | 7,3 %      | 5,6 %      | 5,1 %      | 30,8 %       | 8,0 %        | 5,4 %        | 6,4 %        | -      | 1,1 %  | 48,3 %  | 44,2 %                   | 4,1                           | 4,1                            |                                                        |      |
| Mars 2011 (extra)            | 33,3 %     | 6,9 %      | 4,3 %      | 3,3 %      | 28,0 %       | 10,4 %       | 5,4 %        | 7,2 %        | -      | 1,2 %  | 47,8 %  | 43,8 %                   | 4,0                           | 0,7                            |                                                        |      |
| Mars 2011                    | 33,8 %     | 7,1 %      | 4,8 %      | 3,8 %      | 27,8 %       | 9,8 %        | 4,9 %        | 6,8 %        | -      | 1,3 %  | 49,5 %  | 42,5 %                   | 7,0                           | 3,2                            |                                                        |      |
| Februari 2011                | 31,8 %     | 7,2 %      | 4,4 %      | 4,6 %      | 25,6 %       | 11,4 %       | 5,1 %        | 8,5 %        | -      | 1,4 %  | 48,0 %  | 42,1 %                   | 5,9                           | 5,9                            |                                                        |      |
| Januari 2011                 | 35,1 %     | 6,2 %      | 4,1 %      | 3,8 %      | 26,6 %       | 9,8 %        | 5,9 %        | 7,0 %        | -      | 1,4 %  | 49,2 %  | 42,3 %                   | 6,9                           | 3,1                            |                                                        |      |
| December 2010                | 31,7 %     | 7,5 %      | 5,5 %      | 4,8 %      | 27,6 %       | 9,4 %        | 5,2 %        | 6,9 %        | -      | 1,4 %  | 49,5 %  | 42,2 %                   | 7,3                           | 7,3                            |                                                        |      |
| November 2010                | 31,0 %     | 7,0 %      | 6,3 %      | 4,9 %      | 29,1 %       | 8,5 %        | 5,8 %        | 6,0 %        | -      | 1,3 %  | 49,2 %  | 43,4 %                   | 5,8                           | 5,8                            |                                                        |      |
| Oktober 2010                 | 30,6 %     | 7,4 %      | 6,6 %      | 5,1 %      | 29,6 %       | 7,5 %        | 5,9 %        | 5,9 %        | -      | 1,3 %  | 49,6 %  | 43,0 %                   | 6,6                           | 6,6                            |                                                        |      |
|                              |            |            |            |            |              |              |              |              |        |        |         |                          |                               |                                |                                                        |      |
| Valet 2010 19 september 2010 | 30,06 %    | 7,06 %     | 6,56 %     | 5,60 %     | 30,66 %      | 7,34 %       | 5,60 %       | 5,70 %       | 0,40 % | 1,43 % | 49,28 % | 43,60 %                  | 5,68                          | 5,68                           | [ 5 ]                                                  |      |

Källa: United Minds 

### Yougov
| Period                       | Regeringen | Regeringen | Regeringen | Regeringen | Oppositionen | Oppositionen | Oppositionen | Oppositionen | Övriga | Övriga |         | Alliansen (M, FP, C, KD) | Rödgröna partierna (S, MP, V) | Blockskillnad (procentenheter) | Blockskillnad med fyraprocentsspärren (procentenheter) | Ref. |
| Period                       | M          | FP         | C          | KD         | S            | MP           | V            | SD           | FI     | Totalt |         | Alliansen (M, FP, C, KD) | Rödgröna partierna (S, MP, V) | Blockskillnad (procentenheter) | Blockskillnad med fyraprocentsspärren (procentenheter) | Ref. |
| Period                       |            |            |            |            |              |              |              |              |        |        |         |                          |                               | Blockskillnad (procentenheter) | Blockskillnad med fyraprocentsspärren (procentenheter) | Ref. |
| Valet 2014 14 september 2014 | 23,33 %    | 5,42 %     | 6,11 %     | 4,57 %     | 31,01 %      | 6,89 %       | 5,72 %       | 12,86 %      | 3,12 % | 4,09 % | 39,43 % | 43,62 %                  | 4,19                          | 4,19                           |                                                        |      |
|                              |            |            |            |            |              |              |              |              |        |        |         |                          |                               |                                |                                                        |      |
| September 2014               | 21,2 %     | 6,2 %      | 6,4 %      | 5,8 %      | 29,5 %       | 8,0 %        | 6,8 %        | 11,1 %       | 4,0 %  | 5,1 %  | 39,6 %  | 44,3 %                   | 4,7                           | 4,7                            | [ 77 ]                                                 |      |
| Augusti 2014                 | 23,4 %     | 6,0 %      | 5,2 %      | 5,0 %      | 30,3 %       | 9,4 %        | 6,6 %        | 9,3 %        | 3,6 %  | 4,7 %  | 39,5 %  | 46,3 %                   | 6,8                           | 6,8                            | [ 74 ]                                                 |      |
| Juli 2014                    | 21,8 %     | 7,0 %      | 5,4 %      | 4,5 %      | 30,7 %       | 10,4 %       | 7,8 %        | 8,4 %        | 2,8 %  | 4,0 %  | 38,7 %  | 48,9 %                   | 10,2                          | 10,2                           | [ 78 ]                                                 |      |
| Juni 2014                    | 24,8 %     | 5,1 %      | 4,8 %      | 5,0 %      | 31,2 %       | 8,3 %        | 8,5 %        | 8,2 %        | 3,6 %  | 4,2 %  | 39,7 %  | 48,0 %                   | 8,3                           | 8,3                            | [ 79 ]                                                 |      |
| Maj 2014                     | 22,2 %     | 6,2 %      | 3,9 %      | 4,1 %      | 33,3 %       | 6,9 %        | 8,7 %        | 10,6 %       | 2,6 %  | 4,2 %  | 36,4 %  | 49,0 %                   | 12,6                          | 16,5                           |                                                        |      |
| April 2014                   | 23,3 %     | 5,0 %      | 4,3 %      | 3,8 %      | 33,0 %       | 8,4 %        | 8,1 %        | 11,4 %       | -      | 2,7 %  | 36,4 %  | 49,5 %                   | 13,1                          | 16,9                           |                                                        |      |
| Mars 2014                    | 23,7 %     | 5,2 %      | 4,6 %      | 3,9 %      | 33,0 %       | 8,6 %        | 8,3 %        | 11,5 %       | -      | 1,4 %  | 37,4 %  | 49,9 %                   | 12,5                          | 16,4                           |                                                        |      |
| Februari 2014                | 25,0 %     | 6,0 %      | 4,4 %      | 3,5 %      | 32,3 %       | 8,0 %        | 9,3 %        | 10,3 %       | -      | 1,3 %  | 38,9 %  | 49,6 %                   | 10,7                          | 14,2                           |                                                        |      |
| Januari 2014                 | 25,7 %     | 5,7 %      | 5,2 %      | 4,3 %      | 31,9 %       | 7,9 %        | 7,6 %        | 10,0 %       | -      | 1,7 %  | 40,9 %  | 47,4 %                   | 6,5                           | 6,5                            |                                                        |      |
| December 2013                | 23,8 %     | 6,3 %      | 3,0 %      | 3,7 %      | 33,1 %       | 9,2 %        | 7,2 %        | 12,8 %       | -      | 1,0 %  | 36,7 %  | 49,5 %                   | 12,8                          | 19,5                           |                                                        |      |
| November 2013                | 25,8 %     | 6,0 %      | 4,5 %      | 3,0 %      | 32,5 %       | 8,3 %        | 7,5 %        | 11,3 %       | -      | 1,0 %  | 39,4 %  | 48,4 %                   | 9,0                           | 12,0                           |                                                        |      |
| Oktober 2013                 | 25,6 %     | 4,7 %      | 5,6 %      | 3,9 %      | 31,2 %       | 8,6 %        | 6,7 %        | 12,9 %       | -      | 0,8 %  | 39,8 %  | 46,4 %                   | 6,6                           | 10,5                           |                                                        |      |
| September 2013               | 25,8 %     | 5,3 %      | 4,9 %      | 3,0 %      | 30,8 %       | 8,8 %        | 8,2 %        | 11,4 %       | -      | 1,5 %  | 39,0 %  | 47,8 %                   | 8,8                           | 11,8                           |                                                        |      |
|                              |            |            |            |            |              |              |              |              |        |        |         |                          |                               |                                |                                                        |      |
| Valet 2010 19 september 2010 | 30,06 %    | 7,06 %     | 6,56 %     | 5,60 %     | 30,66 %      | 7,34 %       | 5,60 %       | 5,70 %       | 0,40 % | 1,43 % | 49,28 % | 43,60 %                  | 5,68                          | 5,68                           | [ 5 ]                                                  |      |

Källa: Yougov 

### SVT Valu
| Period                       | Regeringen | Regeringen | Regeringen | Regeringen | Oppositionen | Oppositionen | Oppositionen | Oppositionen | Övriga | Övriga |         | Alliansen (M, FP, C, KD) | Rödgröna partierna (S, MP, V) | Blockskillnad (procentenheter) | Blockskillnad med fyraprocentsspärren (procentenheter) | Ref. |
| Period                       | M          | FP         | C          | KD         | S            | MP           | V            | SD           | FI     | Totalt |         | Alliansen (M, FP, C, KD) | Rödgröna partierna (S, MP, V) | Blockskillnad (procentenheter) | Blockskillnad med fyraprocentsspärren (procentenheter) | Ref. |
| Period                       |            |            |            |            |              |              |              |              |        |        |         |                          |                               | Blockskillnad (procentenheter) | Blockskillnad med fyraprocentsspärren (procentenheter) | Ref. |
| Valet 2014 14 september 2014 | 23,33 %    | 5,42 %     | 6,11 %     | 4,57 %     | 31,01 %      | 6,89 %       | 5,72 %       | 12,86 %      | 3,12 % | 4,09 % | 39,43 % | 43,62 %                  | 4,19                          | 4,19                           |                                                        |      |
|                              |            |            |            |            |              |              |              |              |        |        |         |                          |                               |                                |                                                        |      |
| September 2014               | 22,2 %     | 6,0 %      | 6,5 %      | 5,0 %      | 31,1 %       | 7,1 %        | 6,6 %        | 10,5 %       | 4,0 %  | 5,0 %  | 39,7 %  | 44,8 %                   | 5,1                           | 5,1                            | [ 82 ]                                                 |      |

## Utvärdering av opinionsinstitutens prognoser
Det opinionsinstitut som spådde bäst inför 2014 års val var United Minds, vars prognoser för samtliga partier bara låg i snitt 0,6 procent från det verkliga valresultatet.
United Minds spådde också, tillsammans med Yougov, minst fel om SD:s valframgång med en prognos om 11,1 procent, jämfört med resultatet på 12,9 procent. Flera av de andra opinionsinstitutens prognoser för SD låg dagarna innan valet på 8-9 procent. En viktig metodskillnad är att de flesta instituten ställer frågorna muntligt medan United Minds och Yougov använder webpanel.
| Avvikelsen i opinionsinstitutens sista mätning före valet jämfört med valresultatet i snitt. | Avvikelsen i opinionsinstitutens sista mätning före valet jämfört med valresultatet i snitt. | Avvikelsen i opinionsinstitutens sista mätning före valet jämfört med valresultatet i snitt. | Avvikelsen i opinionsinstitutens sista mätning före valet jämfört med valresultatet i snitt. |
| -------------------------------------------------------------------------------------------- | -------------------------------------------------------------------------------------------- | -------------------------------------------------------------------------------------------- | -------------------------------------------------------------------------------------------- |
|                                                                                              |                                                                                              |                                                                                              |                                                                                              |
| Placering                                                                                    |                                                                                              | Opinionsinstitut                                                                             | Genomsnittlig avvikelse                                                                      |
| 1                                                                                            | United Minds                                                                                 | 0,59                                                                                         |                                                                                              |
| 2                                                                                            | SVT Valu                                                                                     | 0,70                                                                                         |                                                                                              |
| 3                                                                                            | Novus                                                                                        | 0,86                                                                                         |                                                                                              |
| 4                                                                                            | Sifo                                                                                         | 0,98                                                                                         |                                                                                              |
| 5                                                                                            | Skop                                                                                         | 1,04                                                                                         |                                                                                              |
| 6                                                                                            | Yougov                                                                                       | 1,11                                                                                         |                                                                                              |
| 7                                                                                            | Demoskop                                                                                     | 1,49                                                                                         |                                                                                              |
| 8                                                                                            | Ipsos                                                                                        | 1,58                                                                                         |                                                                                              |